# 伝七捕物帳
『伝七捕物帳』（でんしちとりものちょう）は、陣出達朗らによる日本の時代小説シリーズ。捕物作家クラブ（現・日本作家クラブおよび日本文芸家クラブ）参加の多数の作家による合同企画で「黒門町の傳七捕物帳」と題して『京都新聞』に連載された後、陣出が単独で『伝七捕物帳』シリーズを執筆した。
高田浩吉主演による劇場映画シリーズ、中村梅之助主演によるテレビドラマシリーズなど、たびたび映像化されている。

## 概要
1949年（昭和24年）に創設された「捕物作家クラブ」参加作家による合同企画として創作された“黒門町の伝七”を主人公とした時代小説で、『京都新聞』に1951年（昭和26年）3月11日から1960年（昭和35年）10月16日の9年7か月の長期間にわたり、毎週1回連載されていた『黒門町の傳七捕物帳』が初出。横溝正史や陣出達朗、城昌幸、野村胡堂、佐々木杜太郎他、多くの作家が執筆している。
後年、陣出が単独で新作『伝七捕物帳』シリーズを執筆しており、現在では陣出の代表作の一つとして広く認知されている。後述のテレビシリーズでも、陣出作品に基づくため、原作表記は陣出である。
映像化作品には以下のものがある。
- 高田浩吉主演、松竹制作の劇場映画シリーズ（1954年 - 1959年）
- 高田浩吉主演、東映制作の劇場映画シリーズ（1962年 - 1963年）
- 高田浩吉主演、朝日放送制作・TBS系放送のテレビドラマ（1968年）
- 中村梅之助主演、日本テレビ系放送のテレビドラマ（1973年 - 1977年）
- 中村梅之助主演、テレビ朝日系放送のテレビドラマ（1979年）
- 中村梅雀主演、NHK BSプレミアム放送のテレビドラマ（2016年 - 2017年）

## あらすじ
舞台は徳川将軍家ゆかりの寛永寺総門にちなむ上野・黒門町。切れ者で人情に厚いと評判の岡っ引・黒門町の伝七は、北町奉行・遠山左衛門尉から特別に紫房の十手を預かる捕物の名人（紫房の十手は与力の持ち物）。正木流免許皆伝の十手術と万力鎖の技で、悪に立ち向かう。

## 作品リスト
- 人肌千両　野村胡堂ほか（1954年3月、東京文芸社）
- 刺青女難　野村胡堂ほか（1954年7月、東京文芸社）1編はオムニバス連作
- 黒門町伝七捕物百話 第1巻　野村胡堂ほか（1954年10月、桃源社）
- 黒門町伝七捕物百話 第2巻　土師清二（1955年2月、桃源社）
- 女郎蜘蛛　野村胡堂ほか（1955年4月、東京文芸社）
- 黒門町伝七捕物百話 第3巻　城昌幸（1954年9月、桃源社）
- 黒門町伝七捕物百話 第4巻　横溝正史ほか（1954年12月、桃源社）
- 黒門町伝七捕物百話 第5巻　佐々木杜太郎（1954年11月、桃源社）
- 黒門町伝七捕物百話 第6巻　陣出達朗（1955年1月、桃源社）
- 黒門町伝七捕物百話 第7巻　山手樹一郎ほか（1954年10月、桃源社）
- 黒門町伝七捕物百話 第8巻　野村胡堂連作（1954年11月、桃源社）
- ふたり妻　城昌幸（1959年10月、東方社）
- 女狐駕籠　陣出達朗（1956年6月、東方社）「人肌蝙蝠」は非伝七もの
- 天下を狙う矢　陣出達朗（1960年4月、桃源社）
- 女狐小判　陣出達朗（1963年3月、青樹社）
- 競作 黒門町伝七捕物帳（1992年2月、光文社時代小説文庫、ISBN 978-4334714796）- 縄田一男 編
- 黒門町伝七捕物帳（2015年8月6日、光文社時代小説文庫、ISBN 978-4334769574）- 縄田一男 編

### 陣出達朗 著
- 伝七捕物帳（1968年、春陽文庫）
- 伝七捕物帳（1973年、東京文芸社）
- 伝七捕物帳 十番手柄（1973年、桃源社）
- 伝七捕物手柄 黒門町夜話（1975年、青樹社）
- 美女夜叉 伝七捕物帳（1975年、巨朋社）
- 伝七捕物帳 1-2（1976年、春陽文庫）
- 伝七捕物帳 3（1976年、春陽文庫）
- 闇を斬る十手 伝七捕物帳（1979年3月、広済堂出版）
- 伝七捕物帳 1（1985年3月、春陽文庫、ISBN 978-4394104513）
- 伝七捕物帳 2（1985年5月、春陽文庫、ISBN 978-4394104520）
- 伝七捕物帳 3（1985年7月、春陽文庫、ISBN 978-4394104537）
- 伝七捕物帳（2003年2月、光文社時代小説文庫、ISBN 978-4334734510）
- 伝七捕物帳 縄田一男監修・捕物帳傑作選（2007年10月、徳間文庫、ISBN 978-4198926809)

## 映画
高田浩吉の主演、松竹京都撮影所及び東映京都撮影所の製作により、『伝七捕物帖』（でんしちとりものちょう）と題して以下の13作品が制作された。
|    | 作品名                | 公開日         | 監督       | 脚本            | 原作                           | 主な出演                                                           | 配給 |
| -- | --------------------- | -------------- | ---------- | --------------- | ------------------------------ | ------------------------------------------------------------------ | ---- |
| 1  | 伝七捕物帖 人肌千両   | 1954年 4月7日  | 松田定次   | 成澤昌茂        | 土師清二 佐々木杜太郎 野村胡堂 | 高田浩吉、薄田研二、月丘夢路、若杉英二、伴淳三郎、長谷川裕見子     | 松竹 |
| 2  | 伝七捕物帖 刺青女難   | 1954年 7月6日  | 岩間鶴夫   | 柳川真一        | 野村胡堂 城昌幸 佐々木杜太郎   | 高田浩吉、月丘夢路、北上弥太朗、嵯峨美智子、伴淳三郎               | 松竹 |
| 3  | 伝七捕物帖 黄金弁天   | 1954年 12月8日 | 福田晴一   | 柳川真一        | 野村胡堂 城昌幸 陣出達朗       | 高田浩吉、月丘夢路、 伴淳三郎、神楽坂はん子、近衛十四郎            | 松竹 |
| 4  | 伝七捕物帖 女郎蜘蛛   | 1955年 4月19日 | 福田晴一   | 柳川真一 岸生朗 | 野村胡堂 城昌幸                | 高田浩吉、草笛光子、 木暮実千代、須賀不二夫、 伴淳三郎             | 松竹 |
| 5  | 伝七捕物帖 花嫁小判   | 1956年 1月8日  | 福田晴一   | 八尋不二        | 野村胡堂 城昌幸 陣出達朗       | 高田浩吉、草笛光子、 伴淳三郎、浅茅しのぶ、伊吹友木子              | 松竹 |
| 6  | 伝七捕物帖 女狐駕籠   | 1956年 6月1日  | 福田晴一   | 安田重夫 岸生朗 | 陣出達朗                       | 高田浩吉、草笛光子、 伴淳三郎、関千恵子、 伊吹友木子               | 松竹 |
| 7  | 伝七捕物帖 美女蝙蝠   | 1957年 1月29日 | 福田晴一   | 永江勇          | 野村胡堂 城昌幸 谷屋充         | 高田浩吉、瑳峨三智子、 草笛光子、水戸光子、 伴淳三郎、大谷友右衞門 | 松竹 |
| 8  | 伝七捕物帖 銀蛇呪文   | 1957年 9月22日 | 福田晴一   | 安田重夫 元持栄 | 野村胡堂 陣出達朗              | 高田浩吉、福田公子、 伴淳三郎、瑳峨三智子                          | 松竹 |
| 9  | 伝七捕物帖 髑髏狂女   | 1958年 1月9日  | 福田晴一   | 永江勇          | 野村胡堂 陣出達朗 土師清二     | 高田浩吉、福田公子、 瑳峨三智子、伴淳三郎、 高峰三枝子             | 松竹 |
| 10 | 伝七捕物帖 女肌地獄   | 1959年 2月10日 | 酒井欣也   | 高岩肇          | 城昌幸 土師清二 陣出達朗       | 高田浩吉、瑳峨三智子、 名和宏、浪花千栄子、石黒達也                | 松竹 |
| 11 | 伝七捕物帖 幽霊飛脚   | 1959年 8月2日  | 酒井欣也   | 安田重夫        | 城昌幸 土師清二 陣出達朗       | 高田浩吉、瑳峨三智子、 伴淳三郎、松本錦四郎、 石黒達也             | 松竹 |
| 12 | 伝七捕物帖 影のない男 | 1962年 5月23日 | 深田金之助 | 柳川真一        | 城昌幸 土師清二 陣出達朗       | 高田浩吉、筑波久子、山波新太郎、西崎みち子、星十郎                 | 東映 |
| 13 | 伝七捕物帖 女狐小判   | 1963年 3月24日 | 大西秀明   | 柳川真一        | 陣出達朗                       | 高田浩吉、堺駿二、 八代万智子、桜町弘子、千原しのぶ                | 東映 |

## テレビドラマ（高田浩吉版）
1968年3月9日から7月6日まで朝日放送制作・TBS系列で放送された。全18話。

## テレビドラマ（中村梅之助版）
『伝七捕物帳』（でんしちとりものちょう）は中村梅之助主演のテレビ時代劇。
- 日本テレビ版：製作はユニオン映画。1973年10月2日から1977年10月11日まで（全160話）、毎週火曜日午後8時より放送。
- テレビ朝日版：製作は国際放映。1979年2月11日から9月30日まで（全30話）、毎週日曜日午後8時より放送。

梅之助の1970年代中後半の当たり役の一つとなった。

### 内容
1970年から3年間にわたりNET系で放送された『遠山の金さん捕物帳』（原作者は本作と同じ陣出達朗）で人気スターとなった前進座の中村梅之助が、情に厚く、正木流免許皆伝の十手術と万力鎖の技で悪に立ち向かう御用聞き、「黒門町の伝七」を演じた。
物語での伝七の十手には房が付けられており、本来与力をあらわす紫色である。これは元々犯罪人だった伝七の器量と気っ風の良さに惚れ込んだ北町奉行・遠山左衛門尉（中村梅之助・二役）が特別に赦免する代わりに小者（通常の岡っ引と異なり、奉行所等が正式に十手捕り繩を貸与する）に任じたためである。通常、御用聞きである岡っ引は、同心が私的に雇う非公認のものだが、伝七の場合も「奉行に直接雇われた、与力の権限を持つ御用聞き」である、という特殊な立場という設定だった。但し小者も十手を持ち歩く時には、懐に忍ばせている筈の十手に本来は房が付けられておらず、之等の身分で、房の着く十手は、儀式用の物である。他の同心に雇われる御用聞きの十手も、懐に忍ばせるので、本来は房は付けられていない。
事件が解決してエンディングが流れる前に、「ヨヨヨイ、ヨヨヨイ、ヨヨヨイヨイ、あ、めでてぇな」と手締めならぬ指締めをするのが決まりである。

### 設定上の相違点
日本テレビ版とテレビ朝日版とでは、登場人物などに設定の相違が多少見られる。そうした相違が作風の違いにもなっているのであるが、同じ出演者が多く放送の時期も丁度併せ、日本テレビ版の終了の後に、丁度繋がって放送が開始されたテレビ朝日版では、妻帯者となった日本テレビ版の後日談的な話にも自然に繋がって見える。特に主な出演者が同一である事も、此の様に見える要因の1つになっている。
日本テレビ版と、テレビ朝日版との違いを挙げると、以下の様になっている。
- 伝七は日本テレビ版では独身だが、テレビ朝日版では妻帯者である[注 3]（テレビ朝日版で伝七の妻・お新を演じたのは、日本テレビ版で小春を演じた和田幾子）。
- 五平の風貌や人物設定が異なる。赤鼻の五平→亀床の五平。
- 伝七や五平を使う同心が異なる。早瀬市之進 → 泉勢之進、三林新兵衛。※伝七は役所から直に雇われているので、同心が雇った五平を使うのとは違い、与力と同心の様な、上司と部下になる。
- 上司の与力が出る様になる。矢田部兵馬。
- ちょろ松 → きょろ松。
- テレビ朝日版には遠山左衛門尉がセリフで存在を示されるのみで一切登場しない（テレビ朝日版では伝七は同心・泉の配下、ということになっている）。

### 日本テレビ版

#### 配役
- 黒門町の伝七：中村梅之助

黒門町の小者の御用聞き。物語では紫の房着きの十手を使用する。しかし、本来武具としての十手には邪魔な房は付けられておらず、十手の他に捕具として万力鎖を使う。房着きの十手は儀式用の物であり、紫房の十手は元来与力の持ち物である。奉行・遠山左衛門尉から与力の権限を与えられている。
- 遠山左衛門尉：中村梅之助（二役）

北町奉行。伝七に紫房の十手を授ける。伝七に瓜二つで、義理と人情を重んじる親分肌。
- がってんの勘太：高橋長英（第1話～第65話、第132話）

伝七の下っ引き。早合点が多く喧嘩早いが、女性や弱者に優しい。惚れっぽいがいつも恋は実らない。上方から来た老御用聞き・天満の善助と意気投合し、伝七のもとを離れる。
- お美代：紀比呂子（第1話～第20話）

伝七の親分・万蔵（演：加東大介 第4話、第35話）の娘。
- かんざしの文治：今村民路

伝七の下っ引き。ぼんやりしているが、愛嬌があり憎めない男。自作のかんざしを飛び道具に使う。
- 小春：和田幾子

居酒屋「菊乃屋」の女将。伝七とは相思相愛。
- 赤っ鼻の五平：瀬川新蔵

伝七に対抗心を持つ御用聞き。名前の通りに鼻が赤い。勘太の退場後は伝七に協力的になる。
- ちょろ松：稲吉靖司

五平の下っ引き。
- 藤助：中村靖之介

「菊乃屋」の板前。
- 早瀬市之進：北相馬宏

北町奉行所同心。伝七の直属の上司。
- お玉：呉恵美子（第1話～第147話、第160話）

「菊乃屋」の店員。
- おみね：村田みゆき[注 4]（第147話～第160話）

「菊乃屋」の店員。
- 新吉：続木太郎（第1話～第140話）、松田洋治[注 5]（第146話～第160話）

伝七の養子。　　　　　
- 六蔵：田中春男[注 6]（第28話～第160話）

「菊乃屋」の常連客で、上方出身の飴売り。伝七に市中で見聞きした情報を提供する。

#### スタッフ
- 企画：野崎元晴（NTV）、中井景（バリアンツ）
- プロデューサー：増井正武（ユニオン映画）、鈴木潔（前進座）、森田義一（NTV）
- 原作：陣出達朗
- 脚本：「サブタイトル・主なゲスト」参照
- 監督：「サブタイトル・主なゲスト」参照
- 音楽：小川寛興（選曲：鈴木清司）
- 主題歌
  - 「向こう通るは」（第1話 - 第25話OP）
    - 作詞：千家和也、作曲:吉田正、唄：橋幸夫（ビクターレコード）

  - 「江戸の花」（第26話 - 第160話OP、第1話 - 第160話ED）
    - 作詞：千家和也、作曲：吉田正、唄：橋幸夫（ビクターレコード）
- ナレーター（本編・予告）：鈴木瑞穂
- 協力：バリアンツ、前進座
- 製作：ユニオン映画

#### サブタイトル・主なゲスト

##### 1973年
| 話数   | 放送日   | サブタイトル             | 脚本       | 監督     | 主なゲスト |
| ------ | -------- | ------------------------ | ---------- | -------- | --- |
| 第1話  | 10月2日  | 母恋い太鼓               | 櫻井康裕   | 奥中惇夫 | 鮎川いづみ（お久）、竜崎勝（大月左近）、加茂良子（お葉）、寺田広巳（芳松）、瀬良明（小吉）                                             |
| 第2話  | 10月9日  | 鬼娘の涙                 | 櫻井康裕   | 奥中惇夫 | 草笛光子（千鶴）、市毛良枝（お花）、森幹太（阿波屋）、立川雄三（作次郎）、永井秀明（先代阿波屋）                                       |
| 第3話  | 10月16日 | 家名に泣く母             | 櫻井康裕   | 石川義寛 | 山田五十鈴（お梶）、草薙幸二郎（不知火の権三）、柴田侊彦（清吉）、五十嵐喜美（お琴）、岡本征雄（卯之介）                               |
| 第4話  | 10月23日 | 花のお江戸のうらみ節     | 杉山義法   | 斎藤光正 | 沢井桂子（赤猫のお春）、山本聰（虚無僧万四郎）、灰地順（山ぼら）、加東大介（万蔵）、大木史朗（浪人六角）、早川研吉（磯ざる）           |
| 第5話  | 10月30日 | 十手さばきに恋が咲く     | 吉田義昭   | 石川義寛 | 岩崎信忠（岩三）、石津康彦（常吉）、森秋子（染寿）、近藤宏（菊の市）、二木てるみ（お清）、増田順司（徳兵衛）                           |
| 第6話  | 11月6日  | やせても枯れても人の親   | 池田一朗   | 斎藤光正 | 小林昭二（三国屋）、目黒幸子（その妻お滝）、市原清彦（三本足の竜次）、橋本晴子（五平の女房）、内田勝正、細井雅男、柿崎すみ子           |
| 第7話  | 11月13日 | 火の玉参上!              | 田坂啓     | 石川義寛 | 桜町弘子（お新（実はお竜））、嵐芳三郎（徳右衛門）、市川祥之助（喜助）、山崎竜之助、中村翫右衛門（弥兵衛）                             |
| 第8話  | 11月27日 | ばってん母ちゃん江戸日記 | 田坂啓     | 山田達雄 | 菊容子（お咲）、清川虹子（お寅）、鈴木昭生（博多屋）、田中勝（佐平）、晴乃ピーチク（めしやの親爺）、御影伸介（加吉）、田中春男（半蔵） |
| 第9話  | 12月4日  | 旅がらす見参!            | 横田与志   | 奥中惇夫 | 村井国夫（辰次）、神田隆（長崎屋）、松山照夫（河辺竜之進）、戸川暁子、京春上（おふみ）、寺田誠（徳造）、浅田和子（酌婦おしな）         |
| 第10話 | 12月11日 | 心中、おたか観世音       | 池田一朗   | 西山正輝 | 森次晃嗣（吉次郎）、有馬稲子（おたか）、関敬六（清六）、藤森達雄（笠原澄太郎）、柳川慶子（君香）                                       |
| 第11話 | 12月18日 | 紅葉に消えた子守唄       | 下飯坂菊馬 | 奥中惇夫 | 川地民夫（番頭惣助）、榊ひろみ（およね）、江見俊太郎（筧弾正）、万里昌代（おゆう）、関京子（おふさ）、西島悌太郎（山城屋）             |
| 第12話 | 12月25日 | ご赦免花の咲く日まで     | 猪又憲吾   | 山田達雄 | 和田麻里（ちよの）、人見きよし（法六）、砂塚秀夫（直次郎）、沼田曜一（西海屋）                                                         |

##### 1974年
| 話数   | 放送日   | サブタイトル           | 脚本                | 監督       | 主なゲスト |
| ------ | -------- | ---------------------- | ------------------- | ---------- | --- |
| 第13話 | 1月1日   | 消えた姫君             | 杉山義法            | 土屋啓之助 | 島かおり（弁天お菊／綾姫）、江幡高志（竜安）、田口計（小坂刑部）、池田忠夫（岩井甚左衛門）、加藤忠（亮太郎）、大前均（海坊主）、長島隆一（浜松屋番頭） |
| 第14話 | 1月8日   | 誓いの舞扇             | 櫻井康裕            | 斎藤光正   | 嵐圭史（清次郎）、三林京子（お菊）、花沢徳衛（平吉）、浅茅しのぶ（お波）、小林勝彦（大垣孫太夫）、石丸博也（喜之助）、和沢昌治（富三郎）、北山年夫（森田屋源兵衛）、平林尚三（和十郎）                                                                                         |
| 第15話 | 1月15日  | 油地獄の女             | 神坂京一            | 土屋啓之助 | 安田道代（お葉）、久保明（栄二郎）、高原駿雄（板倉屋）、長谷川弘（角助） |
| 第16話 | 1月22日  | 炎のなかの兄妹         | 芦沢俊郎            | 山田達雄   | 夏八木勲（為吉）、北川美佳（お秋）、青木義朗（浄念坊）、見明凡太郎（信濃屋）、水上竜子（ゆき） |
| 第17話 | 1月29日  | うらみ殺し矢           | 芦沢俊郎            | 田中徳三   | 草間靖子（お袖／お光）、丸山持久（佐助）、下条正巳（久造）、浮田左武郎（徳兵衛） |
| 第18話 | 2月5日   | 紫房に散った闇奉行     | 多村映美            | 石川義寛   | 芦屋雁之助（鍵屋佐平次）、芦屋小雁（花火屋甚吾）、芦屋雁平（お屋敷作兵衛）、江角英明（闇の弥十郎）、伊達三郎（くさり元海）、加賀谷純一（死神時次郎）、森幹太（弥十郎の声） |
| 第19話 | 2月12日  | 情が結ぶ三味の糸       | 下飯坂菊馬          | 斎藤光正   | 真山知子（おえん）、小栗一也（橘屋仙造）、神鳥ひろ子（おとせ）、寺島達夫（与四郎）、石山律（由吉）、水橋和夫（加兵衛）、北川陽一郎（孫九郎）、久邇あき子（おみつ）、熊野隆司（佐平次）、小畠絹子（いく）                                                                       |
| 第20話 | 2月19日  | 死を呼ぶ邪剣           | 多村映美            | 山田達雄   | 川合伸旺（恩地十兵衛）、成川哲夫（三崎の才蔵）、柳生博（竜次）、清洲すみ子（お徳）、島田茂（不知火角助）、植田多華子（お光） |
| 第21話 | 2月26日  | あかずの錠に情をかけて | 池田一朗            | 土屋啓之助 | 中村賀津雄（吉三）、曾我廼家五郎八（紋三）、浅香春彦（谷村隼人）、浅利香津代（お菊）、中山昭二（脇坂中務大輔）、松本朝夫（鳥居耀蔵） |
| 第22話 | 3月5日   | 女ごころのなみだ雨     | 下飯坂菊馬 藤川洋一 | 山田達雄   | 御木本伸介（政次郎）、上村香子（おまき）、伊沢一郎（むささびの権造）、相生千恵子（おみね）、保科三良（常吉）、向正人（釘六） |
| 第23話 | 3月12日  | 若君暗殺               | 池田一朗            | 斎藤光正   | 葉山葉子（お信）、富田浩太郎（山尾頼母）、幾野道子（滝川）、夏海千佳子（綾女）、林孝一（斎木順庵） |
| 第24話 | 3月19日  | 日本晴れ大漁節         | 櫻井康裕            | 土屋啓之助 | 和泉雅子（お園）、永井柳太郎（直右衛門）、森下哲夫（宗介）、新井和夫（名取采女）、杉本喬夫（金作）、星美智子（お才の方）、寄山弘（与平） |
| 第25話 | 3月26日  | 天がさずけた宝もの     | 芦沢俊郎            | 西山正輝   | 鳳八千代（お勢）、寺田農（仙三）、根本嘉也（こうもりの仁平）、会田由来（夜桜のお芳）、山田早苗（お種）、藤井多重子（お徳） |
| 第26話 | 4月2日   | 母娘かんざし           | 櫻井康裕            | 山田達雄   | 草笛光子（おさわ）、杣英二郎（伊勢屋）、西恵子（お八重） 、佐竹明夫（才蔵）、深町稜子（おとく）、代志住正（常吉）、八木喬（鈴月） |
| 第27話 | 4月9日   | 幼なじみに賭けた意地   | 加瀬高之            | 西山正輝   | 鮎川いづみ（お島）、伊藤孝雄（今西）、矢吹渡（石毛）、河合憲（佐山）、横井徹（林田）、河村憲一郎（茂吉）、井口義亮（辰造）、和田一壯（宗吉）、久本昇（木島）、橋本菊子（お粂）、大野広高（番頭）、永谷悟一（近江屋）、高橋義治（源次）、そがべなみを（佐吉）、中川秀人（畳屋） |
| 第28話 | 4月16日  | 天狗がさらった娘たち   | 吉田義昭            | 斎藤光正   | 工藤房子（お弓）、鈴木瑞穂（伊豆屋）、小鯖勇（亀吉）、五月杏子（お杏）、刈谷潤（源三郎）、辻村真人（利助）、宮本昿二郎（三河屋） |
| 第29話 | 4月23日  | 老母思いの泥棒兄弟     | 池田一朗            | 斎藤光正   | 玉川良一（太吉）、山谷初男（次助）、原泉（おかね）、高城淳一（佐倉屋）、水村泰三（村松三左衛門）、野田産吉（手代） |
| 第30話 | 4月30日  | 紅だすき江戸の春風     | 吉田義昭            | 西山正輝   | 入川保則（上村清助）、伊藤雄之助（門付け源三）、望月真理子（小夜）、三好美智子（菊千代）、市川岩五郎（留吉）、中村公三郎（喜作）、津田伸（半助）、坂東太三郎（歌川屋）、安岡真智子（乙若）、戸田千代子（春泉の女将）                                                           |
| 第31話 | 5月28日  | 島から来た花嫁         | 吉田義昭            | 石川義寛   | 江原真二郎（辰吉）、岩本多代（おゆう）、天本英世（伊勢屋）、坂上忍（島太郎） 、堀内正美（千造）、原田あけみ（千代）、伊藤雄之助（門付け源三）、丹古母鬼馬二 |
| 第32話 | 6月4日   | 娘十八天一坊           | 服部一久            | 山田達雄   | 奈良富士子（お糸）、香川桂子（おりく）、島米八（六助）、陶隆（治助）、二瓶秀雄（源次）、清水彰（紀州屋）、佐々木陽明（桑原主膳）、永井玄哉（木曽屋）、杉浦千江子（お杉）、力石民穂（良助）、山崎清三郎（仲間）、谷本一（かわら版売り）、邦創典（城木屋）                       |
| 第33話 | 6月11日  | 情が結ぶ廻し文         | 木村雅夫            | 石川義寛   | 松橋登（幸助）、光川環世（お町）、村田吉次郎（番頭・十兵衛）、外山高士 （浪人・佐久間）、夏川かほる（おとき）、五月杏子（お杏）、中村鶴蔵（遠州屋）、鈴木武仁（やくざ）、古田柳児（医者）                                                                                      |
| 第34話 | 6月18日  | 赤っ鼻の五平危機一発   | 服部一久            | 土屋啓之助 | 白木万理（お俊）、三浦布美子（お袖）、菅貫太郎（暗烏の駒造）、市川祥之助（源次）、坂東太三郎（遠州屋）、高瀬美樹（多吉）、岡本征雄（伊助） |
| 第35話 | 6月25日  | 下町慕情・匂い袋       | 服部一久            | 西山正輝   | 加東大介（万蔵）、葉山葉子（お良）、嵐芳夫（清助）、森幹太（添島兵之進）、鈴木慎（三次）、相原巨典（仙五郎）、桂淳平（秀造） |
| 第36話 | 7月9日   | 謎のむらさき房         | 西川清之            | 山田達雄   | 小池朝雄（市ノ瀬右内）、天田俊明（丹條弥之助）、稲葉義男（天堂典膳）、戸田千代子（おさん）、森幹太（添島兵之進）、早川雄三（山犬の彦八）、五月杏子（お杏）、中村竜三郎（黒賀庄五郎）、珠めぐみ（岩井若雪）                                                                     |
| 第37話 | 7月30日  | 天女の舞・夫婦花火     | 櫻井康裕            | 山田達雄   | 曾我廼家明蝶（弥八）、水原麻記（おきよ）、黒木進（朝吉）、滝恵一（角蔵）、堀勝之祐（彦次郎）、寺田誠（半次）、五月杏子（お杏）、神田正夫（玉屋） |
| 第38話 | 8月6日   | 怪談・濡れた妖刀       | 内田弘三            | 土屋啓之助 | 戸浦六宏（柘植光悦）、京春上（おしの）、阿部寿美子（お繁）、夏川かほる（おとき）、佐竹明夫（備前屋）、森下哲夫（巳之吉）、沢りつお（富蔵）、槐柳二（清六） |
| 第39話 | 8月20日  | どぶねずみ退治         | 木村雅夫            | 奥中惇夫   | 山形勲（内海五郎左衛門）、市毛良枝（早苗）、浅香春彦（河合大二郎）、松下達夫（奥平頼母）、杣英二郎（三国屋）、松山照夫（仙吉）、剛達人（池田平馬） |
| 第40話 | 9月24日  | めんない母子鳥         | 内田弘三            | 土屋啓之助 | 水野久美（お梅）、米倉斉加年（伊助）、市川岩五郎（奥州屋）、西恵子（おみつ）、山崎竜之介（いたちの三次）、木村美枝子（おちよ）、津田伸（野々宮慎吾）、小高まさる（三谷三九郎）、柿木恵至（熊）、持丸繁（茂吉）                                                                 |
| 第41話 | 10月1日  | 殺しの投げ文           | 櫻井康裕            | 斎藤光正   | 小山明子（お沙江）、岡田英次（石巻屋）、北村晃一（田次郎）、北原義郎（内藤帯刀）、外山高士（沖津左兵衛）、小笠原弘（和田十太夫） |
| 第42話 | 10月8日  | 殺しを呼ぶ富札         | 津上忠              | 山田達雄   | 甲にしき（おえい）、砂塚秀夫（吉次）、嵐圭史（清吉）、松本隆（末松）、小林勝彦（松蔵）、沢村宗之助（富田屋） |
| 第43話 | 10月15日 | 江戸錦 夫婦の花道      | 吉田義昭            | 山田達雄   | 浜木綿子（雪路）、大山克巳（佐々島新吾）、細川俊夫（佐々島源右衛門）、服部哲治（清八）、松村彦次郎（山城屋）、御影伸介（定吉）、小鹿番（植松） |
| 第44話 | 10月22日 | 忍ぶ涙の男伊達         | 櫻井康裕            | 山田達雄   | 中村翫右衛門（鳥越の文五郎）、峰岸隆之介（新三）、川島育恵（おきみ）、草薙幸二郎（橋場の常吉）、桜片達雄（上村仙之助）、東竜明（いたちの鉄）、石垣守一（政吉）、真弓田一夫（久保田守政）                                                                                       |
| 第45話 | 10月29日 | 無情の花嫁衣裳         | 鳥海尽三            | 西山正輝   | 菊容子（お雪）、曽我廼家明蝶（珍庵）、松尾悦子 （お鈴）、高桐真（相模屋）、利根はる恵（お駒）、有馬昌彦（十兵衛）、渡辺次雄（平吉）、池田生二（宿の主人） |
| 第46話 | 11月5日  | 罠にかかった火あそび   | 池田一朗            | 今村農夫也 | 珠めぐみ（おつた）、西岡慶子（おとめ）、中野宣之（三吉）、伊沢一郎（大川屋）、大木史朗（笹島左近）、坂東太三郎（与兵衛） |
| 第47話 | 11月12日 | 情にかける女の意気地   | 櫻井康裕            | 西山正輝   | 南田洋子（お勢以）、三林京子（お関）、入川保則（番頭・泰助）、日野道夫（行田屋）、金近みづ枝（お信）、江幡高志（鍵屋） |
| 第48話 | 11月19日 | 恋の十手になみだ雨     | 櫻井康裕            | 奥中惇夫   | 中尾彬（英吉）、志摩みずえ（おひさ）、今橋恒（富蔵）、河井憲（儀十） |
| 第49話 | 11月26日 | 人情母子唄             | 櫻井康裕            | 奥中惇夫   | 月丘夢路（お巻）、竹下景子（お絹）、小原秀明（玉吉）、加藤武（金造）、永井柳太郎（喜八）、長島隆一（番頭久作）、相沢治夫（京乃屋）、八木喬（伊三郎）、幸田宗丸（立花屋） |
| 第50話 | 12月3日  | 闇の仁義               | 池田一朗            | 斎藤光正   | 山形勲（佛の善兵衛）、中村公三郎（甚左衛門）、田島義文（夜嵐の平太）、長島隆一（鬼の佐助）、磯部稲子（おまき）、大久保光代（おかみ）、うたた賢（キチ）、柿崎すみ子（お蝶）、辻村征史（タツ）、板垣彰五（良順）                                                                 |
| 第51話 | 12月10日 | 兄いずこ涙の辻占       | 内田弘三            | 山田達雄   | 夏川かほる（おとき）、山田太郎（佐助／弥太郎）、中川三穂子（お糸）、和田麻里（お鈴）、中田光敏（三吉）、潮哲也（長吉）、江見俊太郎（土堂軍兵衛）、村上不二夫（辰造）、後藤雅博（銀平）、伊奈貫太                                                                               |
| 第52話 | 12月17日 | 十手に生きる父子唄     | 櫻井康裕            | 斎藤光正   | 荻島真一（早瀬四郎太）、森幹太（岩国屋）、和崎俊哉（仙吉）、新井みよ子（久江）、沢まき子（おきぬ）、池田秀一（秋田金吾）、渡辺千世（お芳）、竹内美香（あや）、小高まさる（鳶の者）、西村知道                                                                                   |
| 第53話 | 12月24日 | 情の火花に散る涙       | 岡本育子            | 今村農夫也 | 品川隆二（政次郎）、黒沢のり子（おみつ）、今井健二（近江屋）、沼田曜一（伊勢屋）、中井啓輔（長次）、西村淳二（留吉）、浦川麗子（お米）、佐藤輝昭 、八代駿 |

##### 1975年
| 話数   | 放送日   | サブタイトル           | 脚本     | 監督       | 主なゲスト |
| ------ | -------- | ---------------------- | -------- | ---------- | --- |
| 第54話 | 1月7日   | 晴れ姿、おんな纒       | 櫻井康裕 | 山田達雄   | 清川虹子（お時）、太田博之（溝口京二郎）、市川岩五郎（溝口出雲守）、柴田美保子（お町）、佐竹明夫（大谷刑部）、小倉靖子（萩乃）、八木喬（古田久兵衛）、白石奈緒美（お昌の方）                                                                     |
| 第55話 | 1月14日  | 孝心 涙のさばき        | 池田一朗 | 斎藤光正   | 浜畑賢吉（熊五郎）、津山登志子（お初）、嵐芳三郎（清兵衛）、灰地順（半兵衛）、高津住男（又助）、生井健夫（芳兵衛）、山口譲（用人） |
| 第56話 | 1月21日  | 怒りの十手             | 吉田義昭 | 山田達雄   | 松山省二（正吉）、磯野洋子（お弓）、玉川伊佐男（三造）、常田富士男（磯吉）、中村鶴蔵（和泉屋）、野田産吉（与吉）、松本隆（虎松）、鶴賀二郎（上村）                                                                                               |
| 第57話 | 1月28日  | 赤い将棋駒の謎         | 内田弘三 | 山田達雄   | 松村達雄（弦十郎）、工藤堅太郎（清吉）、浜村純（宗雲）、立原博（庄兵衛）、川島育恵（おぎん）、松本隆（春安） |
| 第58話 | 2月4日   | 花となった女           | 吉田義昭 | 西山正輝   | 弓恵子（梢）、岩下浩（谷村伊助）、浅利香津代（志乃）、池田秀一（大二郎）、磯野秋雄（徳三）、東大二郎（千草屋）、丸山修（大野屋）、大島光幸（定吉）、稲川善一（十一屋）                                                                           |
| 第59話 | 2月11日  | お天道さまに申訳けない | 内田弘三 | 斎藤光正   | 緑魔子（お浪）、安部徹（利兵衛）、北村晃一（庄吉）、うえずみのる（留公）、見明凡太朗（平右衛門）、大久保正信（鉄五郎） |
| 第60話 | 2月18日  | 呪われた相続人         | 中西隆三 | 斎藤光正   | 北川めぐみ（お吉）、三好美智子（おしん）、山谷初男（弥助）、市川岩五郎（藤左衛門）、蜷川幸雄（重次郎）、佐々木陽明（堺権十郎）、若林幾夫（勢之助）、鈴木慎（亀松）                                                                               |
| 第61話 | 2月25日  | 島帰り 涙の呼子鳥      | 内田弘三 | 山田達雄   | 小山明子（お夏）、沢本忠雄（伊之助）、利根はる恵（女将）、原良子（お蝶）、佐藤健太（広太郎）、沢田清（勘兵衛）、松木聖（お八重）、斎藤真（源次郎）、加藤恒喜（宇太八）                                                                           |
| 第62話 | 3月4日   | 赤ん坊抱えた黒門町     | 内田弘三 | 斎藤光正   | 松橋登（清吉）、小栗一也（源造）、服部妙子（お菊）、水原麻記（お葉）、夏川かほる（おとき）、代志住正（西国屋）、河村憲一郎（徳兵衛）、北村耕太郎（駿河屋）、五月晴子（お竹）、三田茂（大野屋）                                                   |
| 第63話 | 3月11日  | 見合いをした女         | 木村雅夫 | 今村農夫也 | 奈良富士子（お光）、吉田義夫（弥吉）、市川祥之助（由造）、穂高稔（下井軍兵衛）、山田禅二（後藤庄三郎）、竹元春雄（正太郎）、武井茂（佐吉）、元山裕隆（大田新十郎）                                                                               |
| 第64話 | 3月18日  | 祭り太鼓に血がおどる   | 櫻井康裕 | 山田達雄   | 中原早苗（おりん）、三浦真弓（お千加）、永井秀和（良吉）、織本順吉（木曽屋）、村田吉次郎（関根茂十郎）、清川新吾（房次郎）、山崎竜之介（工藤重蔵）                                                                                               |
| 第65話 | 3月25日  | 勘太 西へ参りまする    | 内田弘三 | 山田達雄   | 花沢徳衛（天満の善助）、小林昭二（七化けの紋蔵）、松本潤子（おその）、津田伸（はやての音五郎） |
| 第66話 | 4月1日   | 江戸の花、めおと仇討   | 櫻井康裕 | 斎藤光正   | 高田美和（与志）、左右田一平（内山甲子郎）、西島悌四郎（音蔵）、早川研吉（与平）、八木喬（大隅十太夫）、市原清彦（栗原源之進） |
| 第67話 | 4月8日   | 幼なじみに恋が散る     | 櫻井康裕 | 山田達雄   | 下條アトム（平吉）、市毛良枝（お千代）、織本順吉（清五郎）、市川岩五郎（伊勢屋）、島米八（半次）、大前均（入道） |
| 第68話 | 4月22日  | 十手にかけた男の意気地 | 櫻井康裕 | 斎藤光正   | 宮口精二（札の辻の嘉平）、岩井友見（おつね）、鈴木慎（良吉）、津田伸（小梅の丹兵衛）、浅茅しのぶ（およし）、深町稜子（鍵政の女房）、山崎竜之介（直造）                                                                                           |
| 第69話 | 4月29日  | 明暗二筋道             | 内田弘三 | 田坂勝彦   | 金田龍之介（橋場の虎五郎）、蟹江敬三（竹松）、新橋耐子（お島）、戸部夕子（お駒）、市川岩五郎（忠造）、村田吉次郎（江州屋）、小堀薫（おゆき）、丹羽たかね（伊勢屋の内儀）                                                                         |
| 第70話 | 5月6日   | 人情裏町千両唄         | 内田弘三 | 斎藤光正   | 小林昭二（鉄五郎）、工藤堅太郎（仙太）、菊容子（お加代）、嵐圭史（紋之助）、市川祥之助（徳の市）、松本隆（鶴八）、戸田千代子（お花） |
| 第71話 | 5月20日  | むすめ捕物花ざかり     | 内田弘三 | 山田達雄   | 奈良富士子（お美代）、天津敏（徳次郎）、嵯峨善兵（吉五郎）、瀬戸山功（宇之）、竹田将二（太吉）、西川敬三郎（彦兵衛）、永谷悟一（役人） |
| 第72話 | 6月3日   | 腕白小僧の身代金       | 内田弘三 | 斎藤光正   | 山本麟一（土門権十郎）、水上竜子（お竜）、平凡太郎（金八）、玉川長太（亀次）、杣英二郎（重兵衛）、目黒幸子（おつね）、上屋健一（仙太郎）、赤松秀樹（政）、曽我廼家明蝶（米吉）                                                                   |
| 第73話 | 6月10日  | 母恋い怨み花           | 内田弘三 | 山田達雄   | 大原ますみ（お光）、岡田英次（惣右衛門）、北村昌子（お杉）、秋山ユリ（お絹）、柳川由紀子（お琴）、伊藤高（巳之吉）、福山象三（木曽屋）、旭瑠璃（お町）、弘松三郎（樋口勘十郎）                                                                   |
| 第74話 | 6月17日  | 嘘と真実は紙ひとえ     | 中野顕彰 | 斎藤光正   | 山田吾一（亀造）、姫ゆり子（お晶）、沼田曜一（伊勢屋）、梅津栄（鉄次）、綾川香（才次）、田中貫（さぶ）、池田忠夫（辰三） |
| 第75話 | 6月24日  | 酒は涙か花が散る       | 櫻井康裕 | 田坂勝彦   | 太宰久雄（鶴吉）、川島育恵（お梅）、柳沢真一（亀吉）、藤代佳子（楓）、清水彰（浅野儀介）、新井みよ子（おまさ）、白石奈緒美（紫乃）、増田順司（大和屋）、川島満（上総屋）、天草四郎（清兵衛）、永井玄哉（竹三）、石川博（隆吉）、岡本四郎（又平） |
| 第76話 | 7月8日   | 涙の赤っ鼻 情の十手    | 鈴木兵吾 | 山田達雄   | 津島恵子（お芳）、武藤英司（民造）、幸田宗丸（大野与力）、坂東太三郎（住職）、佐藤和雄（太一）、河井憲（治助）、石山雄大（宇之助）、志村智雄（久次）                                                                                             |
| 第77話 | 7月22日  | むすめ捕物 恋ごころ    | 服部一久 | 斎藤光正   | 水原麻記（お京）、鈴木麻子（おはる）、山岡徹也（遠州屋）、幸田宗丸（榊原英之進）、轟謙二（源次）、北城寿太郎（桑原）、角友司郎（捨吉）、村上和也（与平）                                                                                         |
| 第78話 | 7月29日  | 娘さらい お化け騒動    | 内田弘三 | 山田達雄   | 佐藤蛾次郎（源太）、真家宏満（金之助）、関根世津子（お千代）、吉田義夫（三右衛門）、柳谷寛（留造）、森川公也（浪人）、植田峻（久六）、西田昭市（西国屋）、和田一壮（高山玄馬）、邦創典（幸兵衛）                                                 |
| 第79話 | 8月5日   | 愚かなり! ああ親ごころ | 内田弘三 | 戸田康貴   | 伊吹吾郎（菊次郎）、志摩みずえ（雪路）、綿引洪（半九郎）、村上冬樹（三田村松風）、深江章喜（鉄五郎）、大門伍郎（権次）、佐々木一哲（茂八）、東大二朗（石出帯刀）、多々良純（弥助）                                                               |
| 第80話 | 8月19日  | むすぶ情の夫婦そば     | 鈴木兵吾 | 田坂勝彦   | 園佳也子（お菊）、松山省二（金太郎）、島田順司（政七）、中村公三郎（上州屋）、二見忠男（喜八）、早川研吉（宇之助）、藤田淑子（お美乃）、山崎竜之介（熊吉）                                                                                       |
| 第81話 | 9月23日  | 罠を斬った包丁         | 吉田義昭 | 山田達雄   | 江原真二郎（朝吉）、小松方正（三州屋）、村松英子（お和）、伊達三郎（辰蔵）、阿井美千子（ひさごの女将）、市川祥之助（虎松） |
| 第82話 | 10月7日  | 恋のいろはを教えます   | 内田弘三 | 斎藤光正   | 緑魔子（おつや）、睦五郎（工藤軍十郎）、鮎川浩（千造）、清川新吾（市次郎）、坂東太三郎（多兵衛）、大村千吉（酒屋の親爺）、松尾文人（床屋の親分）、加藤茂雄（そばやの親爺）                                                                       |
| 第83話 | 10月14日 | 母と名乗れぬ忍ぶ草     | 鈴木兵吾 | 山田達雄   | 南風洋子（おきん）、松村達雄（玄海の九郎右衛門）、峰千景（お志乃）、服部哲治（辰蔵）、幸田宗丸（筆頭与力）、五月晴子（おとよ）、横沢啓子（お咲）、今井和雄（番頭）、山田禅二（医者）                                                             |
| 第84話 | 10月21日 | 子はかすがい情けの絆   | 池田一朗 | 斎藤光正   | 石浜朗（吉之助）、南美江（お浅）、松木路子（お光）、上屋建一（太助）、鈴木麻子（お幸）、荒木将久（松永主水）、井上三千男（東庵）、杣山久美（お君）、武田孝（安五郎）                                                                             |
| 第85話 | 10月28日 | 恋の飛脚は東海道       | 吉田義昭 | 山田達雄   | 財津一郎（直吉）、佐野厚子（お絹）、葉山良二（京乃屋）、松下達夫（万屋）、名和宏（熊造）、森幹太（為吉）、島米八（弥八）、有崎由見子（小女） |
| 第86話 | 11月4日  | 返す十手に情けの涙     | 鈴木兵吾 | 山田達雄   | 伊藤雄之助（下車坂の利吉）、沢田雅美（お雪）、高木二郎（徳蔵）、阿波勝（治助）、大前均（久五郎）、早川雄三（医者）、灰地順（筆頭与力）、野崎明美（矢場の女）                                                                                     |
| 第87話 | 11月11日 | 夢に涙の子守唄         | 池田一朗 | 戸田康貴   | 草薙幸二郎（寅八）、中尾彬（平作）、堀井永子（お美代）、塚本信夫（吉次） |
| 第88話 | 11月18日 | 嘘から出た真実         | 池田一朗 | 戸田康貴   | 松山省二（吉兵衛）、外山高士（肥前屋）、生田くみ子（お紋）、丹古母鬼馬二（三次）、赤松秀樹（権太）、市村昌治（地廻り）、荻野三枝子（お仲）、西建男（忠吉）                                                                                       |
| 第89話 | 11月25日 | 情けのかんざし供養     | 櫻井康裕 | 松島稔     | 川合伸旺（才次）、黒沢のり子（お園）、岡田英次（遠州屋）、藤代佳子（お芳）、あびる啓二（手代京助）、石原美千代（お鈴）、黒部鉄 |
| 第90話 | 12月2日  | 恩情しがらみ節         | 内田弘三 | 山田達雄   | 横内正（喜三郎）、加茂さくら（おむら）、小野恵子（お絹）、森幹太（勘五郎）、西島悌四郎（源造）、立川恵三（善左衛門） |
| 第91話 | 12月9日  | 酔いどれ芸者の心意気   | 池田一朗 | 田坂勝彦   | 春川ますみ（小吉）、天津敏（佐吉）、白木万理（お俊）、山本聡（多助）、浅野進治郎（大黒屋）、市村昌治（胴元）、服部哲治（平太） |
| 第92話 | 12月16日 | 涙にかくす親ごころ     | 内田弘三 | 松島稔     | 瞳順子（お光）、蟹江敬三（三次）、曽我廼家明蝶（甚五郎）、鈴木昭生（丸山林平）、戸田千代子（おまつ）、亀谷雅彦（笹間清三郎）、持丸繁（辰）、白石守（門番）、芝田陽子（おたけ）、夏木順平（参詣人）、安岡真知子（おみね）                         |
| 第93話 | 12月23日 | とかく浮世は色と金     | 内田弘三 | 田坂勝彦   | 佐山俊二（金兵衛）、真山知子（お銀）、石山律雄（鶴松）、天本英世（鉄五郎）、田口計（布施弥十郎）、杉本マチ子（お夏）、八代駿（清六）、佐々木孝丸（和尚）、斎藤真（佐助）、大山豊                                                                 |
| 第94話 | 12月30日 | 男ごころに十手が光る   | 東條正年 | 戸田康貴   | 藤巻潤（三宅武右衛門）、中原ひとみ（たえ）、勝部演之（岸伊之助）、増田順司（玄斎）、二瓶秀雄（多田左衛門）、小笠原弘（土佐守）、加藤忠（能登屋）、八木喬（黒川）、田中和洋（格之助）、千歩憲生（吉田）、山本麻美（美沙）、里木左甫良（仁兵衛）   |

##### 1976年
| 話数    | 放送日   | サブタイトル           | 脚本     | 監督       | 主なゲスト |
| ------- | -------- | ---------------------- | -------- | ---------- | --- |
| 第95話  | 1月6日   | 人情むらさきのれん     | 内田弘三 | 戸田康貴   | 佐野浅夫（弥助）、植木まり子（おみや）、田中明夫（市兵衛）、島田順司（佐吉）、二本柳俊衣（お銀）、坂本長利（紋次）、重光秀子（女将）、渡辺次男（番頭） |
| 第96話  | 1月13日  | 死神が匙を投げた女     | 池田一朗 | 斎藤光正   | 黒沢のり子（お駒）、松山省二（吉之助）、睦五郎（由松）、代志住正（紀州屋）、沢田勝美（忠太郎）、小倉靖子（おさん）、西村淳二（安吉）、三川雄三（三左衛門）、北城壽太郎（竹斎）                                                                                 |
| 第97話  | 1月20日  | 逆転歓喜の盃           | 鈴木兵吾 | 山田達雄   | 坂東好太郎（菅野老人）、今井健二（郷田仙之助）、神田隆（山形屋半助）、新井みよ子（早瀬久江）、保科三良（勝五郎）、三島史郎（亀造）、京春上（おしの）、大久保正信（大目付）、渡辺千世（たか）、山崎竜之介（久六）、倉島㐮（がん鉄）、今井和雄                   |
| 第98話  | 1月27日  | 幼な心に春が来る       | 岡本育子 | 山田達雄   | 和田麻里（お花）、藤岡重慶（江戸屋）、今井健二（浜口屋）、小池朝雄（大寅）、伊達正三郎（政吉）、見明凡太朗（吉造）、戸田千代子（おくめ） |
| 第99話  | 2月3日   | 命を賭けた一分銀       | 櫻井康裕 | 斎藤光正   | 左右田一平（留吉）、織本順吉（伊勢屋）、浅野進治郎（与平）、鈴木政晴（芳松）、森川千恵子（お千代）、高木二郎（戸田正継）、穂高稔（巴屋）、梅津栄（老医者）、林照夫（兼吉）、神田正夫（経師屋の主人）、八代駿（要助）                                           |
| 第100話 | 2月10日  | 花のお江戸の喧嘩鳶     | 内田弘三 | 山田達雄   | 佐々木剛（伊太郎）、宮園純子（米八）、田崎潤（庄五郎）、新海百合子（お恵）、森川公也（宇之吉）、中村竜三郎（弥平次）、鈴木昭生（樋口宗庵）、大門五朗（重助）、進藤幸（おかね）、千葉繁（仙太）                                                                 |
| 第101話 | 2月17日  | 女ごころいたずら覚え書 | 鈴木兵吾 | 戸田康貴   | 水上竜子（お駒）、玉川伊佐男（小助）、蜷川幸雄（桐谷十蔵）、浅香春彦（仙吉）、松山照夫（安五郎）、上野山功一（太一） |
| 第102話 | 2月24日  | 十手目が王手           | 池田一朗 | 斎藤光正   | 砂塚秀夫（与太郎）、小林昭二（徳次）、庄司永建（大黒屋）、人見明（八さん）、丘寵児（熊さん）、八名信夫（岩太）、石間健史（作造）、市原清彦（山並数右衛門）、川村千鶴（お久）、村上不二夫（道庵）、弘松三郎（甚兵衛）                                           |
| 第103話 | 3月2日   | 花の錦の三姉妹         | 池田一朗 | 戸田康貴   | 入江若葉（お仲）、山口果林（お半）、市毛良枝（お良）、石山律雄（弥助）、須賀不二男（善助）、森幹太（奥田浅之進）、有馬昌彦（太平）、䋝片達雄（相良弥右衛門）、伊吹聰太朗（中山半助）、増田順司（孫兵衛）、本間文子（老女・滝川）                               |
| 第104話 | 3月9日   | 無実の獄門             | 池田一朗 | 戸田康貴   | 中尾彬（時次郎）、津山登志子（お吉）、市地洋子（お米）、吉田義夫（山形屋）、富田浩太郎（佐平）、坂東正之助（安吉）、加藤弘二（検死役人） |
| 第105話 | 3月16日  | 鳥追い無情             | 吉田義昭 | 田坂勝彦   | 嵯峨美智子（おしん）、砂塚秀夫（伸八）、森幹太（伊勢屋）、金近みづ枝（お絹）、坂東太三郎（越後屋）、大久保光代（お巻）、高木二郎（弥吉） |
| 第106話 | 3月23日  | 文治一番手柄           | 内田弘三 | 山田達雄   | 西恵子（お鈴）、伊達三郎（留五郎）、瀬川菊之丞（天竜軒玄斎）、沼田曜一（紀州屋）、小野川公三郎（清太郎）、有馬昌彦（宇之吉）、今橋恒（勘兵衛）、有崎由見子（おはな）、星美智子（女将）、宗田千恵子（おりん）、菅沼赫（番頭）、持丸繁（与助）、西村淳二（権六） |
| 第107話 | 3月30日  | 裏通りの鼠たち         | 池田一朗 | 松島稔     | 沖雅也（狐の芳造）、高城淳一（伊勢屋金三郎）、沙川露里（おひな）、雷門ケン坊（金太）、江見俊太郎（聖天の熊造）、江幡高志（政五郎）、牧田正嗣（伊之助）、三ツ矢雄二（定吉）、川部英雄（弥助）、荒居光夫（正助）                                                 |
| 第108話 | 4月20日  | 行くも戻るも地獄道     | 吉田義昭 | 山田達雄   | 北川美佳（しの）、浜田光夫（留吉）、根岸明美 （ぼたん）、十朱久雄（伊豆屋）、富田仲次郎（砂利富）、伊吹聰太朗（坂部）、今橋恒（熊造）、木下ゆず子（お種）、石津康彦（千太）、おかのあゆみ（しのの子供時代）、寺田広巳（留吉の子供時代）、夏川かほる（おとき）  |
| 第109話 | 4月27日  | 舞い降りた鶴           | 池田一朗 | 戸田康貴   | 村松英子（お千代）、品川隆二（留五郎）、深町稜子（お由の方）、高山ひろ子（おしの）、城所英夫（堺平助）、天草四郎（甚兵衛）、瀬良明（松前屋） |
| 第110話 | 5月11日  | 父と呼ばれて十五年     | 内田弘三 | 松島稔     | 田村高広（利兵衛）、竹下景子（おゆき）、賀川雪絵（染香）、蜷川幸雄（清之助）、沼田曜一（富蔵）、坂東太三郎（仁助）、夏木順平（茂助）、今井和雄（名主） |
| 第111話 | 5月25日  | はぐれ烏が風に泣く     | 櫻井康裕 | 山田達雄   | 藤巻潤（作次）、鈴木光枝 （お勝）、津山登志子（おはな）、安藤三男（阿波屋）、川島満（熊造）、池田生二（棟梁）、鹿島信哉（伊助）、村岡章（千吉） |
| 第112話 | 6月1日   | 執念の投げ十手         | 池田一朗 | 曽我仁彦   | 森次晃嗣（安太郎）、深江章喜（馬喰町の辰造）、砂塚英夫（念佛の太助）、三好美智子（お竜）、清川新吾（お役者権左）、古川緑九（ダルマの力蔵）、前沢迪雄（二八そば屋）、鈴木慎（長吉）、池田生二（そば屋）、有佐日出美（お咲）、景井亜几（お花）                   |
| 第113話 | 6月29日  | 上方から来た男         | 内田弘三 | 戸田康貴   | 三条泰子（お浪）、松田洋治（三吉）、大木実（風神の吉五郎）、斉藤真（権次）、宮沢康（町飛脚）、加藤茂雄（主人）、岩城睦子（おちよ）、福留幸夫（門番） |
| 第114話 | 7月13日  | 鳩笛怨み唄             | 吉田義昭 | 曽我仁彦   | 梶三和子（お雪）、石橋雅史（島野八郎）、小林勝彦（大垣喜十郎）、坂東太三郎（弥七）、伊藤高（佐吉）、南道郎（田島町の寅吉）、鈴木麻子（おみよ）、大矢兼臣（番頭）                                                                                               |
| 第115話 | 7月27日  | 道祖神は何を見た       | 高原瑞枝 | 斎藤光正   | 二木てるみ（お光）、吉田義夫（近江屋）、神田隆（上州屋）、外山高士（仁海）、音羽久米子（お高）、渡辺千世（おせい）、村上和也（吉兵衛） |
| 第116話 | 8月3日   | 怨みの子守唄           | 池田一朗 | 長谷川洋   | 岡田英次（上州屋）、丘さとみ（おくめ）、今村文美（おすみ）、おかのあゆみ（お文）、入江洋佑（紋兵衛）、柳谷寛（松旭亭楽斎）、大和田獏（兵助）、田村みどり（おくら）、宮田のり子（おかつ）、梶山公彦（正吉）、横田楊子（尼僧）、金原亭駒八（釣人）               |
| 第117話 | 9月7日   | 紫房の十手が許さねえ!  | 内田弘三 | 戸田康貴   | 和崎俊哉（熊五郎）、島田敬一（森川屋）、大原ますみ（お秀）、須藤健（丸一屋）、中村竜三郎（黒鉄）、深町稜子（お常）、灰地順（弥助）、黒部進（鬼頭軍兵衛）、赤松秀樹（繁造）、小高まさる（そば屋）、霧島八千代（お艶）、大村千吉（床兼）、夏川かほる（おとき）   |
| 第118話 | 9月21日  | 飛び込んできた女狐     | 内田弘三 | 長谷川洋   | 加賀まりこ（お葉）、津山登志子（お美代）、北條清嗣（佐吉）、松山照夫（忠助）、加藤忠（初五郎）、湊俊一（長崎屋）、野呂圭介（猪之）、市村昌治（乞食）、夏川かほる（おとき）                                                                                     |
| 第119話 | 9月28日  | 罪の身代り子守唄       | 内田弘三 | 戸田康貴   | 前田吟（島蔵）、三浦布美子（お浪）、田口計（駒吉）、六本木真（市次郎）、灰地順（検使与力）、片岡五郎（権次）、金近みづ枝（お絹）、岩瀬ゆう子（女将）、夏川かほる（おとき）                                                                                     |
| 第120話 | 10月5日  | 子は宝 情の折檻        | 池田一朗 | 長谷川洋   | 榊ひろみ（お藤）、沼田曜一（五島屋）、横沢祐一（嘉助）、平泉征（政介）、山下雄大（竜太）、岩本和弘（栄吉）、西川敬三郎（忠兵衛）、西国成男（村岡玄庵）、田中浩（鉄五郎）、肥土尚弘（平次）、君塚正純（清造）、田村元治（左官屋）                               |
| 第121話 | 10月12日 | 男なさけに花が散る     | 池田一朗 | 山田達雄   | 田村高広（泉屋新兵衛）、真山知子（お京）、綾川香（吉松）、高桐真（勘兵衛）、大前均（青鬼）、西村淳二（太助）、此島愛子（おいね）、大門伍郎（赤鬼）、和田一壮（岩吉）、小島敏彦（茂助）                                                                         |
| 第122話 | 10月19日 | 男一匹 かわら版        | 櫻井康裕 | 山田達雄   | 財津一郎（市太郎）、江見俊太郎（村上帯刀）、幸田宗丸（紀州屋）、西岡慶子（お加代）、森幹太（宗助）、井上れい子（お峰）、弘松三郎（木曽屋）、田村貫（長屋の男）                                                                                                 |
| 第123話 | 10月26日 | 悪い奴らは地獄行き     | 鈴木兵吾 | 斎藤光正   | 桜木健一（喜太郎）、植木まり子（お光）、杉本真智子（おあき）、永井柳太郎（徳十）、鈴木慎（金次）、柳沢真一（小田原の利助）、瀬川菊之丞（相模屋嘉兵衛） |
| 第124話 | 11月2日  | 花の蕾の十八娘         | 池田一朗 | 戸田康貴   | 永野裕紀子（お花）、桑山正一（八助）、石山律雄（正助）、森川公也（太吉）、北見治一（道順）、奥野匡（千草屋）、池田和歌子（お梶）、新井和夫（玄庵）、永谷悟一（番屋の親爺）                                                                                     |
| 第125話 | 11月9日  | 証拠の品は鬢の中       | 池田一朗 | 山田達雄   | 山形勲（吉兵衛）、太田博之（吉次郎）、中村公三郎（小松屋）、深町稜子（お梅）、村田吉次郎（権太）、大村文武（栗崎一平太）、荒木将久（朴兵衛）、小倉靖子（お千代）、弘松三郎（常吉）、北上忠行（芳助）、井上博一（丑松）                                         |
| 第126話 | 11月16日 | 江戸に入った賞金稼ぎ   | 池田一朗 | 松島稔     | 本郷功次郎（下田竜平）、山谷初男（きつつきの虎次郎）、田口計（笠原英之輔）、森幹太（備前屋）、灰地順（佐兵衛）、村田みゆき（お道）、大門伍郎（番頭）、五月晴子（お加代の母）                                                                                   |
| 第127話 | 11月23日 | 悲涙の密告             | 鈴木兵吾 | 松尾正武   | 花沢徳衛（仁兵衛）、岡田可愛（おゆき）、柴田侊彦（角造）、川合伸旺（半次郎）、細川俊夫（阿波屋）、瞳麗子（菊）、服部哲治（宇之松）、南條みづ江（おかね）、東竜明（儀十）                                                                                       |
| 第128話 | 11月30日 | むすめ十手はなぜ重い   | 櫻井康裕 | 曽我仁彦   | 十朱幸代（お千）、誠直也（圭介）、市毛良枝（お糸）、久保明（麻吉）、小原秀明（長次）、野口元夫（伊勢屋）、安岡真知子（お歌）、武田孝（伊太八）、里吉健（熊三）、夏木順平（お面売り）、今井和雄（角兵衛）                                                       |
| 第129話 | 12月7日  | 愛の絆に灯がともる     | 櫻井康裕 | 山田達雄   | 岡江久美子（お小夜）、松山省二（房吉）、加藤嘉（立花屋清五郎）、浅香春彦（玉吉）、長島隆一（聖天の万蔵） |
| 第130話 | 12月14日 | 涙にぬれた罪の花       | 内田弘三 | 長谷川洋   | 三条泰子（弁天お吉）、北沢彪（藤原元信）、松橋登（直次郎）、青木義朗（野州の新助）、宇田川智子（おけい）、原田雅子（お菊）、市村昌治（甚八）、大峰順二（権造）、中林章（留三郎）                                                                               |
| 第131話 | 12月21日 | かりそめの愛のかたみ   | 大川久男 | 戸田康貴   | 結城しのぶ（お俊）、蟹江敬三（喜助）、伊藤敏孝（三次）、中村竜三郎（弁天の鉄五郎）、白石奈緒美（お安）、田村貫（辰）、和田一壮（熊） |
| 第132話 | 12月28日 | 真夜中の白装束         | 西川清之 | 土屋啓之助 | 高橋長英（がってんの勘太）、安井昌二（波崎太兵衛）、島かおり（お袖）、桑山正一（幸兵衛）、庄司永建（黒木屋）、いまむらいずみ（おつぎ）、川合伸旺（諸角鉄馬）、梅津栄（朴念）、林孝一（当島多仲）、池田忠夫（甚斎）、杣山久美（お加代）、杉林陽子（おつね）     |

##### 1977年
| 話数    | 放送日   | サブタイトル           | 脚本       | 監督     | 主なゲスト |
| ------- | -------- | ---------------------- | ---------- | -------- | --- |
| 第133話 | 1月4日   | 強虫嬶に弱虫亭主       | 井手雅人   | 松尾正武 | 長門勇（弥八）、根岸明美（おなか）、浅利香津代（およう）、石川敏（山猫の三次）、榎木兵衛（あかがしらの八十郎）、村上和也（質屋）、池田生二（徳兵衛） |
| 第134話 | 1月11日  | お江戸に咲いた花嫁御寮 | 池田一朗   | 山田達雄 | 夏純子（お初）、南原美佐保（お由）、高城淳一（伊勢屋）、中村公三郎（忠兵衛）、徳川龍峰（沢村米庵）、早川研吉（金助）、倉島㐮（権太）、秋山隆次郎（医者の助手）、宮本茂（定吉）                                                                                 |
| 第135話 | 1月18日  | 江戸の悪太郎           | 内田弘三   | 戸田康貴 | 佐瀬陽一（秀次郎）、吉田次昭（清太郎）、宮口二郎（鉄五郎）、桜井浩子（お町）、黒田英彦（留吉）、長谷川秀人（長次）、船木浩行（新太）、市川岩五郎（庄兵衛）、高田敏江（おきぬ）                                                                                 |
| 第136話 | 1月25日  | 孝心 涙の力石          | 内田弘三   | 曽我仁彦 | 前田吟（丑松）、川合伸旺（紋次）、五十嵐淳子（おぎん）、本間文子（おつね）、山口奈美（おせん）、杉義一（吉兵衛）、竹元真一郎（定吉）、金子幸枝（お杉） |
| 第137話 | 2月1日   | 百叩き一両小判         | 鈴木兵吾   | 戸田康貴 | 小野ヤスシ（愚鱈亭金楽）、二本柳俊衣（おえん）、人見きよし（十衛門）、山崎竜之介（飛び安）、鈴木慎（五郎丸）、宮本曠二朗（両替屋）、村上不二夫（宿の亭主）、瀬川菊之丞（三笑亭円馬）                                                                           |
| 第138話 | 2月8日   | 義母の心 娘知らず      | 田口耕三   | 長谷川洋 | 桜町弘子（おるい）、伊沢一郎（伊兵衛）、いまむらいずみ（お茂）、結城しのぶ（おくみ）、矢崎滋（竜次）、賀川雪絵（お咲）、矢野間啓二（仙太）、松風はる美（おれん）、今井和雄（番頭）、渡辺千鶴子（小女）、加藤茂雄（そば屋）                                     |
| 第139話 | 2月15日  | とんだ火の粉の後始末   | 服部一久   | 山田達雄 | 多々良純（又十郎）、白木万理（お俊）、市毛良枝（おたみ）、工藤堅太郎（伊蔵）、中井啓輔（源助）、橋本仙三（捨吉）、灰地順（佐々木英之助）、竹田将二（かわら版売り）                                                                                             |
| 第140話 | 2月22日  | 命を賭けた待ッタナシ   | 鈴木兵吾   | 松島稔   | 中原早苗（おとみ）、真家宏満（喜太郎）、津山登志子（お夏）、草薙幸二郎（久留米）、武藤英司（美濃屋）、人見きよし（辰五郎）、石田英二（金助）、川島満（鉄五郎）、岸祐一（太一）、斎藤勝信（子分）                                                               |
| 第141話 | 3月1日   | 懺悔に咲いた父娘舟     | 内田弘三   | 長谷川洋 | 浅野進治郎（玄妙堂）、安部徹（茂兵衛）、池波志乃（おちよ）、島田順司（吉松）、鮎川浩（市造）、森章二（千吉）、島田敬一（弥助）、瀬良明（老人）、根本嘉也（佐兵衛）、真弓田一夫（西国屋）、有崎由見子（茶店の女）、芦沢孝子（長屋のおかみ）、田所千鶴子（お常） |
| 第142話 | 3月8日   | 人情妻恋花火           | 吉田義昭   | 斎藤光正 | 中尾彬（卯之吉）、佐藤オリエ（おしん）、立原博（熊造）、梅津栄 （徳兵衛）、西村淳二（弥吉）、北九州男（浪人）、榎木兵衛（辰吉） |
| 第143話 | 3月15日  | 冥土からきた男         | 内田弘三   | 長谷川洋 | 白木万理（お俊）、水野久美（お蝶）、山岸映子（おみや）、高木二郎（寅五郎）、おざわなおへい（長吉）、坂東太三郎（そば屋）、山田禅二（忠兵衛）、北町嘉朗（弥兵衛）                                                                                               |
| 第144話 | 3月22日  | 男一匹度胸が御座る     | 横田与志   | 山田達雄 | 峰竜太（三太）、鮎川いずみ（小よし）、森幹太（長崎屋）、清川新吾（卯造）、宮島誠（近江屋）、森川公也（弥吉）、二瓶秀雄（多助）、里木佐甫良（飯屋の親爺） |
| 第145話 | 3月29日  | 下町情話板前仁義       | 池田一朗   | 山田達雄 | 倉岡伸太朗（猪太郎）、鳳八千代（お勢）、陶隆司（いたちの直助）、坂本長利（おろちの徳三）、辻萬長（ろくろ首の周平）、小倉康子（隣りのおかみ）、峯田智代（客Ａ）、大池育子（客Ｂ）                                                                               |
| 第146話 | 4月5日   | 炎に泣いた父子鳥       | 櫻井康裕   | 斎藤光正 | 財津一郎（仙吉）、田崎潤（辰巳屋）、森幹太（時造）、上野郁巳（光太）、浅香春彦（定吉）、峰村銀（紋次）、坂東太三郎（役人）、山田孝子（女房）、田村貫（長屋の男）                                                                                               |
| 第147話 | 5月3日   | 縁は異なもの           | 池田一朗   | 斎藤武市 | 山城新伍（幸太郎）、小林重四郎（大黒屋）、勝部演之 （和助）、藤江リカ（お仲）、桂淳平（忠兵衛）、大門伍郎（仙太）、志村智雄（友吉） |
| 第148話 | 5月10日  | 実る情の職人気質       | 杉山義法   | 斎藤光正 | 花沢徳衛（喜八）、葉山葉子（お秀）、蟹江敬三（竜次）、江見俊太郎（美濃屋）、森川公也（直蔵）、三戸部スエ（「花房」の女将）、市村昌治（権太）、早川研吉（熊蔵）、原田千枝子（お七）、高山千草（女房）                                                           |
| 第149話 | 5月24日  | けなげな娘に鬼が哭く   | 猪又憲吾   | 松尾正武 | 池波志乃（おこま）、外山高士（友造）、大木実（仁兵衛）、染谷利貴（鶴吉）、森章二（多十）、金子幸枝（およね）、安岡真知子（女将）、川島満（嘉平） |
| 第150話 | 6月21日  | 女心の情けが仇         | 大川久男   | 斎藤武市 | 本阿弥周子（おしの）、石田英二（仙太）、小野川公三郎（弥助）、横沢祐一（駒井半蔵）、荒木将久（江川屋）、鈴木慎（銀次）、沖田駿一（徳蔵）、竹元真一郎（卯吉）、河井憲（孫市）、板垣彰五（辰）、林理恵（おしのに似た女）、増田道正（彦八）                       |
| 第151話 | 7月12日  | 売られた恩の落し穴     | 内田弘三   | 山田達雄 | 岡田英次（房吉）、真山知子（お駒）、村田吉次郎（弥平次）、舛田紀子（おいそ）、清川新吾（伊三郎）、加賀邦男（熊五郎）、市原清彦（新八）、平林尚三（利助） |
| 第152話 | 7月19日  | 哭いた川面の夫婦鳥     | 杉山義法   | 斎藤武市 | 園佳也子（おらく）、平田昭彦 （政吉）、寺田農（宇平）、三田桃基子（おはん）、西川敬三郎（東庵）、門間秀夫（源太郎）、安岡真知子（こきん）、高橋美恵子（小稲）、藤井真知子（お糸）                                                                              |
| 第153話 | 7月26日  | 仇情け浮世のからくり   | 直居欽哉   | 山田達雄 | 下元勉（源斎）、原田英子（文枝）、水島道太郎 （長崎屋）、徳川龍峰（源太郎）、市川祥之助（大場弥十郎）、赤松秀樹（岩吉）、大峰順二（かわら版屋） |
| 第154話 | 8月2日   | 狙われた赤ン坊         | 池田一朗   | 斎藤光正 | 大木実（紀州屋）、玉川良一（万吉）、陶隆司（友造）、江幡高志（伴内）、天草四郎（清兵衛）、根岸一正（洋介）、灰地順（柳島主膳）、松風はる美（おきた）、秋元羊介（佐吉）、金子幸枝（おかね）                                                                     |
| 第155話 | 8月9日   | 情けの新内流し         | 櫻井康裕   | 松尾正武 | 御木本伸介（卯三郎）、岩井友見（おしな）、中村玉緒（おこう）、中村公三郎（佐助）、坂東太三郎（了海）、山崎竜之介（寛造）、岡本征雄（浅吉） |
| 第156話 | 8月16日  | 江戸母恋い唄           | 安藤日出男 | 山田達雄 | 佐藤宏之（千太）、月丘夢路（おしの）、草薙幸二郎（大川屋）、外山高士（串木田）、松山照夫（紋次）、中村竜三郎（籠政）、八木隆（助造）、瀬良明（遠州屋）、五十嵐喜美（女中）、河井憲（吾八）                                                                     |
| 第157話 | 9月6日   | 恋の掛け橋情の涙       | 佐々木武観 | 松尾正武 | 伊吹吾郎（太吉）、藤村有弘（安三）、末次美沙緒（おしん）、須賀不二男（喜右衛門）、大木正司（源太）、南原美佐保（おりく）、野中マリ子（およね）、近藤準（弥助）、大木正司（源六）、森章二（権作）、夏木順平（茶店の主人）、高松政雄（老番頭）                   |
| 第158話 | 9月20日  | 寄り合う肩に情の十手   | 安藤日出男 | 斎藤武市 | 高田敏江（お稲）、萩奈穂美（おくみ）、十朱久雄（伊勢屋）、北上彌太郎（佐伯文吾）、山岡徹也（仙造）、保科三良（多助）、大前均（仁八）、鹿島信哉（金次）、大峰順二（かわら版屋）                                                                                 |
| 第159話 | 10月4日  | 長屋に咲いた夫婦花     | 櫻井康裕   | 山田達雄 | 松山省二（源太）、紅景子（お安）、吉田義夫（鉄五郎）、関京子（お新）、坂本長利（喜助）、田村貫（儀十）、水野和美（お秋） |
| 第160話 | 10月11日 | 大江戸裏町出世双六     | 内田弘三   | 斎藤光正 | 左とん平（政五郎）、佐々木愛（おはん）、武藤英司（金兵衛）、高橋昌也（堀田備前守）、市川岩五郎（佐竹忠左衛門）、西村淳二（権次）、桜田千枝子（お八重の方）、神田正夫（大店の主人）、有崎由見子（おきぬ）、新垣嘉啓（鶴太郎）、五月晴子（おはな）               |

#### 放送局
特記の無い限り全て放送時間は火曜 20:00 - 20:54、同時ネット。
- 日本テレビ
- 札幌テレビ[3]
- 青森放送[4]
- テレビ岩手[4]
- 秋田放送[5]
- 山形放送[6]
- 宮城テレビ[7]
- 福島中央テレビ[7]
- 新潟総合テレビ[8]
- 長野放送：水曜 23:25 - 0:19（1974年3月時点）[9] → 土曜 15:00 - 15:54（1974年9月時点）[10]
- 山梨放送[11]
- テレビ静岡：月曜（日曜深夜）0:15 - 1:09（おおよそ2年遅れネット）[12][注 9]
- 北日本放送[13]
- 北陸放送：金曜 15:00 - 15:54[14]
- 福井放送[13]
- 中京テレビ[15]
- よみうりテレビ[16]
- 日本海テレビ[17]
- 広島ホームテレビ （1975年9月まで）→ 広島テレビ （1975年10月から）[18]
- 山口放送[19]
- 四国放送[20]
- 西日本放送[21]
- 南海放送[19]
- 高知放送[19]
- 福岡放送[22]
- テレビ長崎：土曜 16:00 - 16:54[22][23]
- テレビ熊本：土曜 15:00 - 15:54[22][23]
- テレビ大分：日曜 22:30 - 23:24（1974年3月時点）[24] → 水曜 21:00 - 21:54（1975年10月時点）[25] → 土曜 16:45 - 17:39（1977年9月時点）[23]
- 宮崎放送：木曜 15:55 - 16:49[26]
- 鹿児島テレビ：木曜 16:00 - 16:54[27]
- 沖縄テレビ：月曜 - 金曜 16:00 - 16:54（1977年9月時点、帯枠で集中放送）[28]

### テレビ朝日版
中村梅之助を一躍人気スターにした同局の『遠山の金さん捕物帳』と同じ日曜午後8時枠での再登板だったが、終了後は現代劇である『西部警察』がスタートし、この放送枠では本作が最後の時代劇となった。

#### 配役
- 黒門町の伝七：中村梅之助

黒門町に住む、小者。御用聞きを束ねる親分。紫房の十手の他に捕具として万力鎖を使う（CM時のアイキャッチなどに登場）。紫房の十手は元来与力の持ち物で、奉行から与力の権限を与えられている。
- おゆう：音無美紀子（全話クレジットされるが出演しない回がある）

居酒屋「ゑびすや」の主人・弥平の養女。血はつながっていないが、実の親子同様の結びつき。
- お新：和田幾子

伝七の妻。三味線を教えていることがある（第9話）。
- 泉勢之進：高城丈二 （伝七を配下にする同心）

伝七を配下とする町奉行所同心。常に冷静沈着。
- かんざしの文治：今村民路

伝七の手先。
- 亀床の五平：瀬川新蔵

伝七の仲間の御用聞き。本業は髪結い。日本テレビ版とは異なり「赤鼻」ではなく、「赤鼻の五平」よりも穏やかな好人物。
- きょろ松：稲吉靖司

五平の手先。
- 三林新兵衛：天野新士（第8話～第9話、第14話、第18話）

町奉行所同心。五平を配下にする。
- 矢田部兵馬：北相馬宏（第2話、第5話、第7話～第8話、第10話、第18話～第20話、第23話、第26話）※第2話はノンクレジット

町奉行所与力。泉らの上司で伝七らを配下にする。ことなかれ主義的な面がある。
- 清助：中村靖之介（第7話、第19話、第21話、第24話、第26話）

「ゑびすや」の板前。
- おるい：五月晴子（第3話～第4話、第9話、第13話、第20話、第24話、第30話）

伝七らの長屋に住む女房。
- おつね：武知杜代子（第3話、第7話、第9話、第13話、第15話～第16話、第18話、第20話、第24話、第27話、第30話）※第16話はノンクレジット

伝七らの長屋に住む女房。
- 関口陣十郎：財津一郎（全話クレジットされるが出演しない回がある）

伝七らの長屋に住む居合術の大道芸をする浪人。薩摩の出。
- 弥平：曽我廼家明蝶（全話クレジットされるが出演しない回がある）

「ゑびすや」の主人。昔盗人だったことがあり、押し入った先の娘だったおゆうを引き取って育てる。

#### スタッフ
- 原作：陣出達朗（春陽堂版）
- プロデューサー：片岡政義、鈴木潔
- 制作プロデューサー：駒井憲二、戸井公平
- 脚本：「サブタイトル・主なゲスト」参照
- 監督：「サブタイトル・主なゲスト」参照
- 音楽：小川寛興
- 撮影：北泉成、喜多崎晃ほか
- 美術：筒井増男、末広富治郎ほか
- 照明：大西美津男ほか
- 録音：遠藤和生
- 編集：清水邦夫
- 整音：竹内和義
- 効果：沢田一郎
- 主題歌：角川博「伝七流し唄」（作詞・保富康午、作曲・小川寛興）（RCAレコード）
  - 角川博は第20話にゲスト出演し、劇中で「伝七流し唄」を歌っている。
- 殺陣：山口博義
- 協力：東京木場角乗保存會
- 製作：テレビ朝日

#### サブタイトル・主なゲスト
| 話     | 放送日         | サブタイトル             | 脚本       | 監督       | ゲスト |
| ------ | -------------- | ------------------------ | ---------- | ---------- | --- |
| 第1話  | 1979年 2月11日 | 「この子どこの子」       | 高橋二三   | 山田達雄   | 藤村志保（お菊）、川地民夫（新助）、小林昭二（由造）、倉沢満夫（卯之助）、木田三千雄（歯入れ屋）、弘松三郎（医者玄庵）、山田きよし（人足）、和久井節緒（仲間）、小海とよ子、宮里貴彦 |
| 第2話  | 2月18日        | 「血染めの証文」         | 七条門     | 河野寿一   | 内田良平（十兵衛）、小山明子（志乃）、伊沢一郎（伊呂波屋）、松下達夫（伊兵衛）、外山高士（大烏左源太）、石橋雅史（石堂一角）、小野川公三郎（伊三次）、綾川香（巳之吉）、人見きよし（市助）、田村貫（番頭為造）、徳弘夏生、石川隆昭、竹井亮介、榎木兵衛、杉真由美、岩瀬裕美、北相馬宏（クレジットなし）                                                   |
| 第3話  | 2月25日        | 「夫婦花火」             | 土橋成男   | 高瀬昌弘   | 原田大二郎（辰吉）、山田吾一（伊助）、武知杜代子（おつね）、五月晴子（おるい）、山岡徹也（玉田屋五郎次）、藤代佳子（おみよ）、冨川澈夫（仙八）、浅利香津代（おうめ）、永谷悟一（役人）、山田光子（おさき）、表和宏（彦松） |
| 第4話  | 3月4日         | 「あに、いもうと」       | 加瀬高之   | 伊賀山正光 | 渡辺篤史（千太郎）、池波志乃（お峰）、伊佐山ひろ子（お浜）、玉川伊佐男（茂平）、五月晴子（おるい）、伊藤高（宗吉）、鈴木和夫（源次）、岩城力也（辰五郎）、山下勝也（丑松）、早川研吉（留吉）、信実恭介（久六）、山田禅二（和尚）、渡辺真六 |
| 第5話  | 3月11日        | 「闇に消えた父娘星」     | 岡本育子   | 河野寿一   | 高松英郎（村上栄之助）、光丘真理（おえい・八重）、田口計（中川之重）、藤江リカ（お辰）、須藤健（金兵衛）、磯野秋雄（橋番の作爺）、北相馬宏（矢田部兵馬）、鈴木皓介（長次）、佐々木研（安）、諏訪アイ（お花）、鈴木実（吉）、遠山朋子、伊藤浩市、渡辺真六、古川隆                                                                                         |
| 第6話  | 3月18日        | 「千鳥の女」             | 土橋成男   | 河野寿一   | 中村玉緒（おくみ）、宗方勝巳（真吉）、庄司永建（河内屋嘉兵衛）、永久保一男（和助）、阿部寿美子（おとら）、南原美佐保（おふさ）、奥村公延（藤蔵）、和田一壮（由松）、刀原章光（世話役）、古川隆（銀十）、北斗太郎（鉄造） |
| 第7話  | 3月25日        | 「仇情けお六櫛」         | 内田弘三   | 山田達雄   | 辰巳柳太郎（庄兵衛）、伊吹吾郎（政次）、神田隆（安五郎）、武知杜代子（おつね）、北相馬宏（大田部兵馬）、中村靖之介（清助）、五月晴子（おるい）、最上龍二郎（呉服屋の主人）、御影伸介（留蔵）、藤井多重子（大黒屋内儀）、赤松秀樹（仙吉）、大羽博子（おまつ）、八木和子、加藤茂雄、草間璋夫                                                               |
| 第8話  | 4月1日         | 「はぐれ者」             | 東條正年   | 高瀬昌弘   | 田村高廣（弥蔵）、頭師佳孝（佐太郎）、梶三和子（おしな）、江角英明（嘉助）、天野新士（三林新兵衛）、北相馬宏（矢田部兵馬）、永井柳太郎（卯吉）、池田生二（仁兵衛）、常泉忠通（又吉）、津田恵一:（熊八）、清水康晴（吉松）、田利之（政吉）、増田道正（梅吉）、君塚正純、津田孝幸、白石幸長                                                                |
| 第9話  | 4月8日         | 「供養三味線」           | 佐々木武観 | 山崎大助   | 園佳也子（おりき）、三条泰子（おぎん）、中村公三郎（源兵衛）、天野新士（三林新兵衛）、横山万里子（おきぬ）、五月晴子（おるい）、武知杜代子（おつね）、市村昌治（利三郎）、風間杜夫（宇之吉）、松本隆（勘八）、北村冬香（若い女房）、長藤尚子、外川由紀、藤本秀也（三味線指導）                                                                           |
| 第10話 | 4月15日        | 「母情手まり唄」         | 内田弘三   | 松尾正武   | 三浦布美子（おぎん）、藤村有弘（今戸の甚五郎）、村田みゆき（娘 おいそ）、水城蘭子（育ての母およね）、真木恭介（西国屋）、片桐竜次（権次）、北相馬宏（矢田部兵馬）、五月晴子（おるい）、イエス玉川（長吉）、喜久川清（徳太郎）、石川敏、山本恵子、五条英二、吉中正一、小野田博美、石井ひとみ、加賀谷礼奈                                                  |
| 第11話 | 4月22日        | 「姉弟しぐれ」           | 土橋成男   | 山田達雄   | 三林京子（お葉）、青木義朗（堺屋四郎兵衛）、小原秀明（三次）、佐藤万理（おきみ）、黒部進（亥之吉）、星美智子（おとよ）、立花直樹（仁吉）、市川好朗（松助）、松尾文人、片山滉、神戸泰子、高松政雄、田内秀、柿木恵至、伊藤浩市、古川隆、岸正明 |
| 第12話 | 4月29日        | 「からすの証言」         | 東條正年   | 伊賀山正光 | 玉川良一（源蔵）、石橋蓮司（佐吉）、松田洋治（太一）、森幹太（棟梁吉蔵）、松山照夫（定八）、三田登喜子（棟梁の女房）、三上櫻子（太一の母）、矢崎滋（大工吉松）、風戸佑介（仁吉）、小島郁之助（すし屋六助）、高橋英郎（大工直吉）、甲斐健（為）、高橋成吾、石崎洋光                                                                                       |
| 第13話 | 5月6日         | 「命の償い」             | 東條正年   | 太田昭和   | 鳳八千代（おひさ）、武知杜代子（おつね）、五月晴子（おるい）、武藤英司（金兵衛）、天野新士（三林新兵衛）、石田英二（又蔵）、川島満（金花堂主人）、中庸介（浪人 佐原）、沖田駿一（伊佐吉）、日野道夫（骨董屋主人）、松田剣（弥太郎）、北九州男（雲海）、多田幸男、宮田光、邦創典、田利之、島田裕理                                                        |
| 第14話 | 5月13日        | 「女房のこころ」         | 東條正年   | 河野寿一   | 武原英子（おかつ）、高橋長英（佐吉）、天野新士（三林新兵衛）、深江章喜（仁兵衛）、武内文平（茂兵衛）、荒木将久（浪人 田熊）、浜伸二（松蔵）、とりい三枝（おみね）、高松政雄（店者）、刀原章光（久兵衛） |
| 第15話 | 5月20日        | 「お光の願い」           | 加瀬高之   | 山崎大助   | 加藤嘉（武蔵屋喜兵衛）、上月左知子（お栄）、沢井桃子（おみつ）、北上弥太郎（金蔵）、関京子（およね）、武知杜代子（おつね）、遠藤真理子（おまき）、坂東太三郎（茂助）、磯野千鳥（おとし）、森川公也（仙次）、美山れい子（お時）、徳弘夏生（丈八）、長島隆一（長兵衛）、松浦豊和（保太郎）、松木哲司（和吉）                                               |
| 第16話 | 5月27日        | 「悪い奴ほどよく見える」 | 保利吉紀   | 山田達雄   | 中原ひとみ（お篠）、小池朝雄（井筒屋茂十郎）、石濱朗（甚八）、関敬六（佐吉）、中田博久（辰造）、山本昌平（脇坂良庵）、二瓶正也（宗兵衛）、灰地順（榊勝之助）、鈴木輝江（おみつ）、内田忠男（捨松）、山口譲（職人）、西屋東、峯岸秀憲、泊口亜紀子、池田直人、山川弘乃、武知杜代子（クレジット無）                                                         |
| 第17話 | 6月3日         | 「姉ちゃんの恋人」       | 内田弘三   | 太田昭和   | 志垣太郎（音次郎）、今井健二（近江屋治兵衛）、鹿又裕司（源太）、北泉展江（おけい）、平泉征（紋次）、八名信夫（樋口勘十郎）、鮎川浩（利八）、草村礼子（おはる）桑原恵子（おたね）、金子勝美（商家の内儀）、狩野剛太郎（世話人）、矢部左内（荒井一夫）水橋和夫（商家の主人）、加藤茂雄、沢田情児、林泰文、福留幸夫                                         |
| 第18話 | 6月10日        | 「ほくろのある女」       | 東條正年   | 松尾正武   | 葉山葉子（美加）、左右田一平（桜木又十郎）森次晃嗣（吉野屋仁兵衛）、武知杜代子（おつね）、北相馬宏（矢田部兵馬）、佐原健二（松前屋）、平凡太郎（辻占い師）、天野新士（三林新兵衛）、生井健夫（番頭猪助）、長谷川弘（番頭久助）、森章二（相模屋）、柚木悦子、荻原徹也、石川隆昭                                                                           |
| 第19話 | 6月17日        | 「情け無用の上州路」     | 太田昭和   | 太田昭和   | 中尾彬（与平治）、石橋蓮司（勘助）、江木俊夫（栄次）、北相馬宏（矢田部兵馬）、中村靖之介（清助）、北村昌子（よね）、本間文子（ふせ）、小林重四郎（村岡）、山本昌平（香取）、高杉玄（護送役人）、山本廉（茂十）、鈴木輝江（娘 ゆき）、池上臣也（山本）、大谷麻知子（くめ）、鹿島信哉、金子幸枝（はま）、中野文悟（浦上）、君塚正純、北斗太郎、君塚正純    |
| 第20話 | 7月1日         | 「大さわぎ伝七長屋」     | 内田弘三   | 河野寿一   | 沢竜二（金六）、須賀不二男（徳兵衛）、黒沢のり子（おみつ）、浅香春彦（吉五郎）、北相馬宏（矢田部兵馬）、武知杜代子（おつね）、五月晴子（おるい）鈴木慎（松ちゃん）、八木隆（弁蔵）、小泉郁之助（うなぎ屋）、金原亭駒八、高松政雄、大村千吉、上野綾子、邦創典、猪野剛太郎、永谷悟一、小山友成、石山浩子、角川博（留吉）                                   |
| 第21話 | 7月8日         | 「旅立ち」               | 土橋成男   | 山田達雄   | 入川保則（茂吉）、外山高士（渡海屋）、堀永子（おまさ）、中村靖之介（清助）、大前均（紋次）、天草四郎（近江屋）、大久保光代（お勝）、小鯖勇（源造）、井上裕紀子（お咲）、岡本征雄（治助）、甲斐健（利八）、山口譲、岡田裕司 |
| 第22話 | 7月15日        | 「燃えろ! 紫十手」       | 内田弘三   | 山崎大助   | 中村公三郎（富蔵）、鈴木慎（藤太）、小林伊津子（おみつ）、森川公也（下谷の仁助）、北相馬宏（矢田部兵馬）、岩城力也（大宮軍兵衛）、片桐竜次（仙次）、坂東太三郎（そばやの親爺）、利根はる恵（おむら）、安岡真知子、鹿島研、石崎洋光、佐藤功、山口清晴 |
| 第23話 | 8月5日         | 「さらば侍」             | 佐々木武観 | 河野寿一   | 河原崎長一郎（真鍋康介）、珠めぐみ（さき江）、和崎俊哉（伊兵治）、市川祥之助（安次郎）、北相馬宏（矢田部兵馬）、夏海千佳子（おもん）、金親保雄（仙八）、湊俊一（玄庵）、佐々木陽明（武州屋番頭）、桜田洋之介（多吉）、安達博（寛次）池田生二、川名美也子、若原初子                                                                                       |
| 第24話 | 8月12日        | 「幽霊を見た幽霊」       | 東條正年   | 山崎大助   | 紀比呂子（お梅・お菊 二役）、石田信之（佐助）、山口奈美（お咲）、武知杜代子（おつね）、五月晴子（おるい）、中村靖之介（清助）、杣英三郎（佐兵衛）、木村豊幸（吉松）、古川ロック（三平）、武藤章生（親分 源次）、瀬良明（橋番の男）、樋口輝剛（備前屋）、井上真由美（お由美）、草村礼子（お内儀）、加藤茂雄（久蔵）、石山浩子（おきぬ）、高城匡人（子役） |
| 第25話 | 8月19日        | 「鈴を振る女」           | 加瀬高之   | 山田達雄   | 赤座美代子、堀越陽子、森幹太、三戸部スエ、丸山持久（新之助）、浅香春彦、根本嘉也、和沢昌治、矢田稔、元山裕隆（捨吉）、松尾文人、村上留美、吉宮慎一（番頭の和助）、岩本照雄、北斗太郎 |
| 第26話 | 8月26日        | 「幽霊小判」             | 土橋成男   | 太田昭和   | 三好美智子、町田祥子、永井柳太郎、北相馬宏、中村靖之介、横沢祐一、代志住正、宍倉るみ、霧島八千代、千歩憲生、市東昭秀、岩瀬裕美、茂木由美子 |
| 第27話 | 9月9日         | 「翔んで翔んで江戸払い」 | 東條正年   | 松尾正武   | 松山省二、山本麟一、光丘真理、武知杜代子、幸田宗丸、浜伸二、三田村賢二、徳弘夏生、山下勝也、笠井心、田川勝男、清水信一 |
| 第28話 | 9月16日        | 「異母兄弟」             | 内田弘三   | 松尾昭典   | 和田幾子（二役）、中尾彬、神田隆、人見きよし、丸山持久、浅利香津代、横沢祐一、岩城力也、川島満、和泉ちぬ、大門伍郎、片岡欣也、増田壮太郎、千野みどり(子役) |
| 第29話 | 9月23日        | 「母恋い旅」             | 東條正年   | 山田達雄   | 甲にしき、頭師佳孝、松田洋治、杣英三郎、村田吉次郎、木田三千雄、坂東太三郎、市村昌治、山崎竜之介、弘松三郎、松本隆、田村貫、有田正明、君塚正純、諏訪俊次、伊藤浩市 |
| 第30話 | 9月30日        | 「捕物姉妹」             | 東條正年   | 伊賀山正光 | 清水めぐみ、鈴木慎、村田みゆき、武知杜代子、五月晴子、草薙幸二郎、曽根晴美、江幡高志、武内文平、大橋芳枝、山田光子、田中世津子、森章二、赤松秀樹、植頭実、草村礼子、村田香代子、金子勝美 |

## テレビドラマ（中村梅雀版）
NHK BSプレミアムの「BS時代劇」枠で、2016年7月15日から9月9日まで全9回にて放送された。2017年6月2日から7月28日まで同枠で再放送された。
続編となる『伝七捕物帳2』が、NHK BSプレミアム「BS時代劇」にて2017年8月4日から9月22日まで全8回にて放送された。

### 企画・制作
主演は中村梅雀。放送開始から4ヶ月前の2016年1月に亡くなった父・中村梅之助が1970年代に演じて大ヒットとなった伝七役を演じた。梅雀は伝七役を演じることを2015年暮れに父・梅之助に報告、梅之助から秘蔵の十手コレクションを託された。

第1シリーズの主題歌をももいろクローバーZが担当し、同シリーズの第2回放送分に武家の奥女中役でゲスト出演した。

### 主要人物
黒門町の伝七(くろもんちょうのでんしち)
演 - 中村梅雀
北町奉行の遠山左衛門尉から紫房の十手を預かる、奉行直属の岡っ引き。父は鳶職で、彼自身も元は鳶職だったが、それが天職と思えず、苛立ちを吐き出すように剣術道場で剣の稽古を積んでいた。10年前、道場からの帰りに江島の仙五郎一味による押し込み強盗の現場に遭遇、店の小僧を助けようとして誤って竹次郎を刺して死なせてしまう。遠山からは、「見事な働きであった」とその行動を称えられるも、人一人の命を奪った自らを裁いてほしいと懇願。その態度に感服した遠山から、紫房の十手を預けられた。第1シリーズ最終話では、蘭学者を弾圧する南町奉行・鳥居甲斐守一派の陰謀を暴くために、遠山の命に逆らう形で一度十手を返上したが、最終的には遠山から再び十手を預けられる。
現在は、お俊と夫婦になり黒門町の長屋に住み、がってんの勘太とかんざしの文治を配下にもつ。
お俊（おしゅん）
演 - 田中美佐子（少女 - 守殿愛生、長田莉乃朱）
伝七の妻で産婆（助産師）。15年前、父親の米次が誤って人を死なせたことにより遠島となったため、十手持ちである伝七に迷惑をかけたくないという思いを秘めていた。
伝七の想いを誰よりもよく理解しているが、伝七が他の女性のことを良く言うと途端に不機嫌になるなど、やきもちやきな一面がある。
がってんの勘太（がってんのかんた)）
演 - 徳重聡
伝七の下っ引き。腕っぷしが強く、考えるよりも体が先に動く行動派。早合点して空回りすることも多いが、ここぞという場面での勘は鋭く、伝七の信頼は厚い。惚れっぽいが、大抵は悲恋で終わることが多い。
かんざしの文治（かんざしのぶんじ）
演 - 上遠野太洸
伝七の下っ引きで勘太の弟分。冷静沈着な性格で、かんざし作りが得意。女性によくモテるが、意外と女心には疎い一面もある。
早瀬市之進（はやせ いちのしん）
演 - 螢雪次朗
北町奉行所の同心で、伝七を配下に持つ。やや自分の保身を優先するところがあり、伝七には面倒な事に首を突っ込んだり、自分を巻き込んだりしないでほしいと願っている。
松蔵(まつぞう)
演 - 本田博太郎（第1シリーズ）
元岡っ引きで米次の幼なじみ。3年前に発生した奉行所同心の失踪に責任を感じて、岡っ引きを辞していたが、実は15年前の蓑吉殺害や3年前の奉行所同心の殺害をはじめ、数々の悪事を働いた人物であり、米次を蓑吉殺しの身代わりに仕立て上げたのも彼であった。
蓑吉（みのきち）
演 - 西尾塁（第1シリーズ）
故人。松蔵の下っ引きだった男で、米次が誤って死なせたとされている相手。数々の悪事を働いた人物と言われていたが、実は松蔵の悪事をかぶせられていた。
藤助(とうすけ)
演 - ベンガル
食事処・菊乃屋の主人で、小春の父親。第2シリーズで登場する小夏にとっては伯父である。
小春（こはる）
演 - 原田夏希（第1シリーズ）
藤助の娘。菊乃屋を父と共に切り盛りするきっぷのいい江戸娘。勘太に思いを寄せられているが、本人は文治にひそかな思いを寄せている。第2シリーズでは結婚をして家を出たために未登場となっている。
小夏(こなつ)
演 - 小芝風花（第2シリーズ）
藤助の姪。小春に代わって藤助を手伝う。年上の伝七たちに対しても遠慮なくものを言うため、藤助に注意されることもしばしば。
米次（よねじ）
演 - 石橋蓮司（第1シリーズ）
お俊の父親で、元は大工だった。妻の名前はお静というが、お俊が生まれて間もなく死別。15年前、松蔵の下っ引きだった蓑吉を誤ってノミで殺害したとして遠島に処されたが、真犯人が松蔵であったことを知り、復讐を決意。死んだと見せかけて島抜けをしたのち江戸へ向かい、羅宇屋となって松蔵を探し、その過程でお互いを知らないまま伝七に会い、その後お俊が伝七の妻になったことを知る。松蔵を探しあてて真相を知り、お俊を探していた時に正体を知った伝七に危機を救われ、冤罪を晴らすことに成功した。その後は島抜けの罪で裁きを受け、遠山の計らいで江戸所払いとなり、しばらくは江戸を離れて湯治をしていたが、第1シリーズの最終回で江戸に戻る。
篠崎正太郎(しのざき しょうたろう)/正助(しょうすけ)
演 - 風見しんご（第2シリーズ）
元小田原藩勘定方。10年前、帳簿の紛失を理由に武士の身分を捨てて小田原を去り、「幇間の正助」として吉原に移る。その後、捜査のために吉原を訪れていた伝七と出会い、お咲と共に長屋で暮らし始める。
お咲（おさき）
演 - 大塚千弘（第2シリーズ）
正太郎の幼なじみ。「正助（正太郎）の妻」と名乗り、彼と共に長屋で暮らし始めるが、実は正太郎の腹ちがいの弟・勝之進の妻。勝之進の子供を身籠っており、お俊の手助けで出産する。
鳥居甲斐守（とりい かいのかみ）
演 - 榎木孝明
江戸南町奉行。厳しい市中取締りを行い、庶民からは「妖怪」とあだ名され、忌み嫌われている一方、自身の配下に対してはより厳しく接し、第2シリーズでは不正を行った配下2人を永蟄居の処分に処している。また、相模屋の企みを遠山に伝えるなど、遠山に協力的な一面も見せる。
遠山左衛門尉（とおやま さえもんのじょう）
演 - 松平健
江戸北町奉行。伝七と二人だけの時は、べらんめえ口調で会話をする。弱者の立場を思いやり、人情味あふれる裁きを下す一方、利己的な理由で罪を犯した者に対しては死罪や遠島などの刑に処すなど、厳しい裁きを下す。勝小吉とは古い知り合いで、「金さん」と呼ばれており、同時に「若い頃は放蕩無頼を尽くしたお方だった」と言われている。
ゲスト（第1シリーズ）
第1話
- 吉蔵 - 平田満
髪結いで「梅床」の主人。12年前に髪結いを生業とするお許しを得ている。娘のおよしが幸せになることを日々願っている。
- およし - 荒井萌
吉蔵の娘。木村の想いには気付いているが、ある理由から身を引こうとしている。
- 木村幸太郎 - 伊嵜充則
北町奉行所の同心で、御記録版を務めている。およしに想いを寄せる。
- 花水左衛門 - 深水三章
15年前に処刑された盗賊の頭。伝七の調べで、配下の「はやての蜘蛛吉」という人物の密告により一網打尽に捕らえられたことと、処刑された当時「よし」という5歳の娘がいたことがわかる。
- 源太 - 坂田雅彦
吉蔵を「はやての蜘蛛吉」と呼んで絡んできた男。

第2話
- 鈴 - 百田夏菜子（ももいろクローバーZ）
旗本の奥女中。かつて文治と将来を誓った仲だった。伝七たちが花見をしているとき、侍3人で絡んできたところを文治と再会する。伝七を敵と狙った竹蔵の手裏剣に誤って刺さり負傷し、暫く養生する。
- 清 - 玉井詩織（ももいろクローバーZ）
- 初 - 有安杏果（ももいろクローバーZ）
- 芳 - 佐々木彩夏（ももいろクローバーZ）
- 花 - 高城れに（ももいろクローバーZ）
鈴と同じく旗本の奥女中。
- 竹次郎 - 上杉祥三
仙五郎に雇われた手裏剣使い。竹蔵の父。伝七が死なせた相手でもある。
- 竹蔵 - 夕輝壽太
香取神道流の棒手裏剣を扱う手裏剣使い。10年前に伝七が死なせた竹次郎の息子で、伝七を恨む。
- 仙五郎 - 大鷹明良
「江島の仙五郎」と呼ばれる賊の頭。父を亡くした竹蔵を引き取る。
- 武士 - 六角慎司
冒頭、鈴たちに絡んできた侍3人のうちの1人。

第3話
- お勝 - 田中美里
遊女。非常に気が強く、ある理由からお上に強い不信感を抱く。「お勝」は仮の名前。
- 西海屋仁兵衛 - 河相我聞
行き倒れて死んでいた男。その正体は、1年前に起きた橋の崩落事故の責任を問われてお店（たな）を闕所となった御用商人。
- 秋月良介 - 川野太郎
北町奉行所の同心。西海屋の死を行き倒れと決めつけて処理したことから、伝七に疑念を抱かれる。
- 仲村内記 ‐ 白井滋郎
普請方下奉行。
- 立花屋外茂兵衛 ‐ 河西健司
浅草のせんべい屋の主人。西海屋とは顔馴染み。
- 大黒屋助右衛門 ‐ 西園寺章雄
材木問屋。
- 久兵衛 - 柴田善行
「大黒屋」番頭。
- 春乃屋 ‐ 紅壱子
西海屋が倒れていた場所の近くに店を構える女将。伝七に「お夕という女はいないか」と西海屋が尋ねて来たことを伝える。
- 杉野屋 - ひろみどり
お勝が勤める遊女屋の女将。

第4話
- お美津 - 黒川芽以
勘太の昔馴染み。何者かに突き落とされ、不忍池で溺れているところを勘太に助けられる。亡き父親は香具師だった。
- 田辺勝之進 - 冨家規政
江戸屋敷に仕える剣術指南役。
- 井崎屋忠太郎 - 内野謙太
かつてお美津と恋人だった呉服屋の若旦那。お美津への未練を今も断ち切れないでいる。
- 井崎屋忠右衛門 - 曾我廼家八十吉
忠太郎の父。お美津を「水茶屋の女」と呼び、嫌っている。
- 与平 - 丸一太
「井崎屋」番頭。
- お兼 - 坂本三佳
お美津が一月前まで働いていた水茶屋の女性。何者かにより刀で斬殺される。

第5話
- お滝 - 南野陽子
伝七のかつての想い人で、米問屋・丸高屋の娘。長年の武家奉公を終えて戻って来た。弟夫婦の代になった丸高屋の行く末に不安を感じている。
- 清瞭 - 山口馬木也
丸高屋の菩提寺である東念寺の僧。住職の留守を預かっている。
- 三次 - 村杉蝉之介
寺男。腕に島帰りであることを示す刺青が入れられている。
- お梶 - 田村友里
仙之助の妻。お滝が店のことで口うるさく指摘することに不満を感じている。
- 丸高屋仙之助 ‐ 中川浩三
丸高屋の主人で、お滝の弟。お梶ほどではないが、お滝の行動や言動に不満を感じている。
- 万次郎 - 竹下健人
仙之助の息子。
- 平野屋惣兵衛 ‐ 芝本正
押し込み強盗の被害に遭った大店の主人。
- お喜代 - 伽代子
惣兵衛の女房。

第6話
- 勝小吉 - 西郷輝彦
直参旗本・勝家の隠居。後に「幕末の三舟」と言われる勝海舟の父。血の気が多く喧嘩っ早い。腕っぷしは強く、勘太ですら一撃でのされてしまうほど。赤根とは過去に因縁がある。
- お時 - 柳生みゆ
小春の友人。結婚相手の新八を亡くしたショックで投身自殺を図ったところを文治に助けられ、暫く菊乃屋で養生する。
- 新八 - 中山卓也
梯子からの転落事故で母親を残して亡くなった瓦屋。お時とは結婚間近であった。
- 赤根十郎兵衛 - 相島一之
直参旗本で田宮流居合の使い手。お時に横恋慕して振られた腹いせに新八の事故死を仕組んだのではと疑惑の目を向けられる。
- 仁吉 - せんだみつお
小屋掛け芝居の大道具方。彼の一言が伝七に事件解決のアイデアを与えることとなり、自らも伝七に協力する。
- 孫助 - 柳家小さん
小網町の棟梁。米次とは顔馴染みであった。
- 留吉 - 嘉島典俊
新八の仕事仲間の瓦職人。

第7話
- 彦四郎 - 岡田義徳
腕利きの錠前師。妻とは死別し、娘と2人暮らし。10年前にある理由から錠前破りの悪事に加担し、江戸払いの刑に処されていた。
- 弥七 - 伊藤洋三郎
押し込み盗賊の一味。彦四郎を自分たちの強盗計画に加担させようとする。
- お美代 - 中川江奈
彦四郎の幼い娘。父によって菊乃屋に預けられ、しばらく小春と行動を共にする。
- 佐吉 - 多賀勝一
押し込み盗賊の一味。錠前破りを担当していた。
- 六之助 - 市川勇
彦四郎とお美代が住んでいる長屋の大家。正体は「押し込みの六之助」と呼ばれる賊の頭。
- 津川屋重三郎 - 森下哲夫
錠前師で彦四郎の師匠だった人物。6年前を最後に彦四郎とは会っていない。

第8話
- お種 - 大方斐紗子
松蔵の下っ引きだった蓑吉の母。蓑吉の月命日には今も欠かさず花を供えている。
- 佐和 - 高橋ひとみ
3年前に行方不明になった北町奉行所の同心・柳本半次郎の妻。
- 長崎屋長兵衛 ‐ 谷口高史
廻船問屋の主人。

最終回
- 望月慎吾 - 堀井新太
蘭方医・望月松庵の息子。1年前に無実の罪で処刑された父の無念を晴らすために、死罪を下した鳥居を襲撃する。
- お梅- 大島蓉子
むじな長屋の住民。疫病が流行ったとき、松庵に救われたことから深く感謝しており、松庵は無実であると信じている。
- 仲井長七郎 - 中本賢
南町奉行所の与力。鳥居の命を受け、慎吾の行方を探す。
- 牧野雲仙 - 本城丸裕
漢方医。かつて松庵が住んでいた家に居を構える。
- 望月松庵 ‐ 浅田祐二
慎吾の父で蘭方医。1年前にむじな長屋の住民4人を毒殺したとされ、鳥居の裁きにより処刑されている。

ゲスト（第2シリーズ）
複数回登場の場合は括弧（）内に表記。
第1話
- 俵屋お梅 - 藤原紀香（少女期：中川江奈）
米屋の女将。同業者が米の値上げをする一方、値上げすることなく米を売り続ける。
- 清花 / お清 - 中島亜梨沙（少女期：西口実玲）
吉原の花魁。犬張子を肌身離さず身に着けている。
- 弥兵衛 - 青山勝
俵屋の番頭。
- 板倉屋彦右衛門 - 野口貴史
札差。
- 山形屋源三 - 下元年世
米問屋の主人。
- 藤枝半兵衛 - 伊庭剛
勘定吟味役。
- 伊太郎 ‐ 西村匡生

第2話
- 辻村左内 - 寺島進
遠山の配下である隠密同心。奉公人の女性を引き込み役に仕立て、用済みになったら殺すという残虐な手口で犯行を重ねる盗賊一味の頭・嘉兵衛の正体を掴むため、潜入捜査を行う。同じく嘉兵衛一味の強盗事件を調べていた伝七に斬りかかった。伝七には、事件の捜査から手を引くよう求める。実はお幸の父。
- お幸 - 瀬戸さおり
志摩屋という店の奉公人で、嘉兵衛一味が新たな押し込みのために引き込み役として目を付けた女性。辻村とは過去に因縁があるが、実は辻村の娘。
- 政吉 - 山田悠介
嘉兵衛一味の1人で、一味の中心人物。
- 徳松 - 浜田隆広
政吉と同じく、嘉兵衛一味の1人。
- 嘉兵衛 - 谷口高史
賊の頭で、通称「うつぼの嘉兵衛」。辻村が追っている相手であるが、姿をめったに見せないため、素顔は謎に包まれている。
- 蓑吉 - 白井滋郎
金杉町の住人。辻村がお幸を探していることを伝七に伝える。

第3話
- 直太郎 - 渡辺大
質屋・亀正（かめせい）の跡取り息子だが、道楽と放蕩無頼が過ぎたために実家から絶縁を言い渡される。絵の腕は一流であり、街中で偶然知り合った瓦版屋・朝吉の相棒として鮮やかな瓦版を作り上げる。
- 朝吉 - 中村靖日
瓦版屋・九つ屋の主。もとは売れない瓦版屋だったが、直太郎を相棒にしたことで売れ行きを伸ばす。玉山姉弟の仇討ちを瓦版に書いたことが、「人心を惑わせる行為」にあたるとして南町奉行所に捕らえられるが、実は「人に知られたくない本当のこと」を書いたためにお咎めを受けたのだと伝七は見抜く。
- 北岡半佐衛門 - 大河内浩
南町奉行所の吟味方与力。鳥居の懐刀であり、玉山姉弟の詮議及び、朝吉への沙汰を申し渡した人物。密偵を放って町民の暮らしを見張る一方、自身は袖の下（賄賂）を受け取っているなど、よくない噂がある。
- 玉山富治郎 - 藤山扇治郎
香苗の弟で、仇に止めを刺す。後に北岡の密偵と判明する。
- 玉山香苗 - 成瀬綾乃
父親の仇討ちを行った玉山姉弟の姉。その鮮やかな太刀筋から、鏡新明智流の使い手であると伝七は見抜く。富治郎と同じく北岡の密偵。
- 小山十太夫 - 入江毅
玉山姉弟に父親の仇として討ち取られた男。正助の話によると「萩原」と名乗っていたことがわかる。彼も北岡の密偵であった。
- 山田右門 - 白井哲也
南町奉行所の同心。

第4話
- 白狐（びゃっこ）のお仙 - 野々すみ花
関八州を荒らす女盗賊で、様々な人間に変装して人を騙す。幼少のころに両親とは死別。その原因は岡っ引きの悪行にあったため、伝七を含む岡っ引きには強い憎悪を抱く。
- 辰治 - 松尾諭
お仙の子分。お仙を「姐さん」と呼び、慕っている。
- 縄手の十蔵 - 六角精児
賊の頭で、盗みのためなら殺しもいとわぬ残虐極まりない手口で犯行を重ねる男。そのあまりに凄惨な犯行の手口は、伝七が「今でもあの光景を夢に見る」と口にするほど。お仙とは過去に組んでいたことがあり、仲間に戻るよう強要する。
- 徳兵衛 - 曾我廼家文童
料亭「濱田屋」の主。お仙を番屋に突き出そうとするが、隠れ博打のことを訴えると逆に脅される。
- 洲崎屋 - 藤田功次郎
濱田屋で秘かに行われていた隠れ博打に参加していた男。

第5話
- 澤口兵右衛門 - 平泉成
大身の旗本で、勘定組頭の古株。手拭いを頭に被り、秘かに屋台通いをしている。美味い屋台の見分け方を伝七に伝授する。
- 澤口兵庫 - 青山草太
兵右衛門の息子で、勘定見習い。父・兵右衛門の生き方に反発し、道場で剣の稽古に励む。
- 堀江市蔵 - 斎藤歩
勘定組頭。新しい火除け地の候補となる場所を巡って兵右衛門と対立する。
- 美穂 - 渋谷飛鳥 
剣術道場主の娘。厳しい表情を崩すことなく剣の稽古に励む兵庫を気にかける。

第6話
- お文 - 松浦雅
一二三屋という飛脚問屋の娘。飛脚の仕事を愛しており、経営が苦しい店を立て直すため、自らが飛脚になる。勘太の思い定めた相手でもある。
- 鳴海屋政右衛門 - 東根作寿英
太物問屋。お文を応援するため、定期的な仕事を依頼する。
- 長次郎 - 渡辺哲
賭場を営む男。
- 五兵衛 - 小野了
一二三屋の主人。
- 真砂屋の主人 - 真砂京之介
- 真砂屋の番頭 - 田中孝史
- 弥助 - 大石昭弘
- 駒吉 - 高島和男
腕に蛇の彫り物がある男。長次郎の賭場に出入りしていた。

第7話
- 相沢征四郎 - 柴俊夫
お咲の伯父。出奔したお咲の行方を捜しており、小田原に連れ帰ろうとする。
- お駒 - 床嶋佳子
かつて相沢と恋仲にあった女性。太一の母親で、千歳屋とも関係があった。
- 太一 - 西井幸人
お駒の息子で、大工見習い。廻船問屋の大物・千歳屋を殺害したのではと疑われるが、頑なに否認する。
- 助三郎 - 新井康弘
千歳屋の番頭。
- 千歳屋清右衛門 - 西園寺章雄
廻船問屋「千歳屋」頭取。何者かにより殺害される。
- 留三 - 吉田輝生
大工。太一の先輩にあたる。
- 源吉 - 諸木淳郎
大工の棟梁。

最終回
- 相模屋 忠左衛門 - 小野武彦（第7話）
廻船問屋。忠太郎と忠次郎の父親で、十組問屋の頭になることを目論んでいる。
- 波佐間左近 - 宇梶剛士（第7話）
小田原藩上屋敷勤番。正太郎の親友で、かつての同僚だった。正太郎が出奔となった10年前の帳簿紛失は、勝之進による謀（はかりごと）であったと告げる。
- 相模屋 忠太郎 - 林泰文（第7話）
廻船問屋で、忠左衛門の息子。偽証文を使って流通を独占し、江戸の商いを取り仕切ろうとする。
- 篠崎忠次郎 - 溝呂木賢
小田原藩勘定吟味役。忠太郎の実弟。3年前に勝之進の養子となる。
- 篠崎勝之進 - 津村知与支（第7話）
正太郎の腹違いの弟で、お咲の夫だった人物。数か月前、謎の水死を遂げる。

#### スタッフ
- 原作（第1シリーズ）/原案（第2シリーズ） - 陣出達朗
- 脚本 - 森脇京子、山本むつみ、森下直（第2シリーズ）、伊藤崇（第2シリーズ）
- 音楽 - 沢田完
- 主題歌（第1シリーズ） - ももいろクローバーZ「Hanabi」
作詞 - 岩里祐穂、作曲 - 前山田健一、編曲 - 永井ルイ
- 主題歌（第2シリーズ） - 一青窈「七変化」
作詞 - 一青窈、作曲 - 水野良樹（いきものがかり）、編曲 - 本間昭光
- 語り - 濱中博久
- 演出 - 吉田啓一郎、山下智彦（第2シリーズ）、宇喜田尚、清水一彦（第2シリーズ）
- 制作統括 - 内堀雄三（ユニオン映画）、銭谷雅義（NEP）（第1シリーズ）、陸田元一（NHKエンタープライズ）（第2シリーズ）、山本敏彦（NHKドラマ番組部）（第1シリーズ）、土屋勝裕（NHK）（第2シリーズ）
- プロダクション協力 - 松竹撮影所
- 制作 - NHKエンタープライズ
- 製作・著作 - NHK、ユニオン映画

### 放送日程
第1シリーズ
| 各話   | 放送日        | サブタイトル                           | 脚本       | 演出       |
| ------ | ------------- | -------------------------------------- | ---------- | ---------- |
| 第1話  | 2016年7月15日 | 世は情け、父娘（おやこ）髪結い         | 森脇京子   | 吉田啓一郎 |
| 第2話  | 7月22日       | 紫房（むらさきぶさ）、決意の拝命       | 森脇京子   | 山下智彦   |
| 第3話  | 7月29日       | 夫婦道（めおとみち）、江戸女房の心意気 | 森脇京子   | 吉田啓一郎 |
| 第4話  | 8月05日       | 空回り、男の純情                       | 森脇京子   | 山下智彦   |
| 第5話  | 8月12日       | 奥手の花、恋の道行き                   | 山本むつみ | 宇喜田尚   |
| 第6話  | 8月19日       | 怪談、からくり屋敷                     | 山本むつみ | 宇喜田尚   |
| 第7話  | 8月26日       | 女心（おんなごころ）、恋の追っかけ     | 森脇京子   | 吉田啓一郎 |
| 第8話  | 9月02日       | 恋女房、涙の縁切り                     | 森脇京子   | 吉田啓一郎 |
| 最終回 | 9月09日       | 紫房（むらさきぶさ）、覚悟の返上       | 森脇京子   | 吉田啓一郎 |

第2シリーズ
| 各話   | 放送日        | サブタイトル                               | 脚本            | 演出       |
| ------ | ------------- | ------------------------------------------ | --------------- | ---------- |
| 第1話  | 2017年8月04日 | 女将（おかみ）の意地、 涙のにぎり飯        | 森脇京子        | 吉田啓一郎 |
| 第2話  | 8月11日       | めぐり逢（あ）い、悲しき草笛               | 森脇京子 伊藤崇 | 吉田啓一郎 |
| 第3話  | 8月18日       | 謎の仇（あだ）討ち、瓦版騒動始末           | 山本むつみ      | 宇喜田尚   |
| 第4話  | 8月25日       | 伝七、狐に化かされる                       | 山本むつみ      | 宇喜田尚   |
| 第5話  | 9月01日       | 鬼か仏か、屋台騒がす手拭い侍               | 森下直          | 清水一彦   |
| 第6話  | 9月08日       | 駆け比べ、女飛脚走る                       | 森下直          | 清水一彦   |
| 第7話  | 9月15日       | 引き裂かれた絆、夫婦（めおと）湯のみの契り | 森脇京子 伊藤崇 | 吉田啓一郎 |
| 最終回 | 9月22日       | 新たなる命、旅立ちの時                     | 森脇京子 伊藤崇 | 吉田啓一郎 |

### 関連番組
- 伝七捕物帳が楽しくなる 大江戸タイムトラベル（2016年7月8日、NHK BSプレミアム）
  - 出演 - ダイアモンド✡ユカイ、小日向えり、ももいろクローバーZ、中村梅雀、松平健
  - 解説 - 東京大学史料編纂所教授 山本博文
  - 語り - 槇大輔、杉本るみ